# マツダ・デミオ
デミオ（DEMIO）は、2019年までマツダが製造・販売していたコンパクトカーである。北米ではサブコンパクトカーに、欧州ではBセグメントに車格がそれぞれ分類されている。
2代目以降の日本国外向けの車名はMazda2（マツダ・ツー）であったが、日本市場においても2019年9月12日より発売される4代目の一部改良モデルから、日本国内向け専用のペットネームを廃止し、車名を日本国外向けと同じである「MAZDA2」に統一している。
本記事では、日本国内で「デミオ」のペットネームで販売されていた1996年から2019年9月までの状況について記述する。

## 初代 DW系（1996年 - 2002年）
当時のミニバンブームへ追随する形で既存のコンポーネントを活用し、短期間で開発・市場投入された。全長をコンパクトカーの範疇に留めながら、2列座席で荷室を広く採ったシンプルな小型ワゴンである。ミニバンブームの渦中で、機械式駐車場（全高1,550mmまで）に入れない高さのモデルが続出して実用上問題になっていたことから、車高は機械式駐車場に入るぎりぎりに設定された。シートはフルフラット化が可能で、荷室拡大時には同車のクラスを超えた収容力があり、コンパクトカーの中でもスペースと実用性の確保を最大限追求することが設計の主軸となっている。
構造・スタイルとも機能的な「道具」に徹した、一種素っ気ないくらいの実直さがバブル崩壊後の世相にマッチし、直接競合するクラスの大衆車に限らず上級車や軽自動車からもユーザーが移行するなど、市場における幅広い層の支持を得た。自動車ジャーナリストにも好意的に受け止められ、日本カー・オブ・ザ・イヤー特別賞、およびRJCカー・オブ・ザ・イヤーを受賞している。
マツダはこの初代デミオのヒットによって、多チャンネル化政策の失敗（いわゆる「クロノスの悲劇」）による経営危機から脱し、デミオは「マツダの救世主」「（1990年代における）マツダのカンフル剤」「神風」とも評された。
短期間、低コストで開発されたため、ベースにはフォード・フェスティバ、およびオートザム・レビューのプラットフォームの系統である既存形のマツダ・DWプラットフォームを使用した。なお当初はレビューの後継車種として企画開発されていた。原設計は前身のDBプラットフォームのため極めて古いものであったものの、操縦安定性は念入りにチューニングとテストが繰り返されており、結果としてレスポンスの良いハンドリングを実現している。エンジンはレビューおよび2代目フォード・フェスティバ同様、1,300ccSOHC16バルブエンジンと1,500ccSOHC16バルブエンジンを搭載する。ただし、燃料供給は電子制御キャブレターから、EGI（電子制御燃料噴射装置）へ改良されており、1,300ccはネット83馬力、1,500ccはネット100馬力に向上していた。駆動方式は前輪駆動（FF）のみで、トランスミッションは5速MTと、1.5L車に電子制御式4速AT、1.3L車は当初3速ATの設定で、これらもフェスティバ、レビューと同様である。1.5L車は「GL」から始まる2グレード、1.3L車は「L」から始まる4グレードで発表され、全てのグレードでMTとATが選べた（計12車種）。
当初、バックドアにはキーシリンダーやアウタードアハンドルがなく、開けるためには運転席脇のレバーを操作するしかなかった。これは、販売価格を抑えるため大半のグレードに集中ドアロックが設定されなかったことから、多くの他車種と同様、バックドアのロック忘れを防ぐためにこのような設計となっていた。のちにキーシリンダー付きの押しボタン式オープナーが装備され、車外からバックドアを開けられる変更となり、運転席脇のレバーは廃止された。
車体形状は「自由形ワゴン」と称する「小型ステーションワゴン」で、販売当初は「新ジャンルワゴン」としていた。「小さく見えて、大きく乗れる デミオ」や、「SMALL & BIG」のキャッチコピーも付けられていた。また、自動車検査証に記載される車体形状は「ステーションワゴン」となっている（後述の2代目についても同様）。通常、マーチ等のコンパクトなハッチバック車の登録は「箱型」であり、このことからも、荷室の収容力を強く意識したモデルであることがわかる。
旧オートラマを含むフォード店向けには「フェスティバ・ミニワゴン」（略称フェスティバMW）の名称でOEM供給された。
なお、本モデルは海外でMazda121（オセアニア向け4代目）として販売されていた。詳しくはマツダ・オートザムレビューを参照されたい。

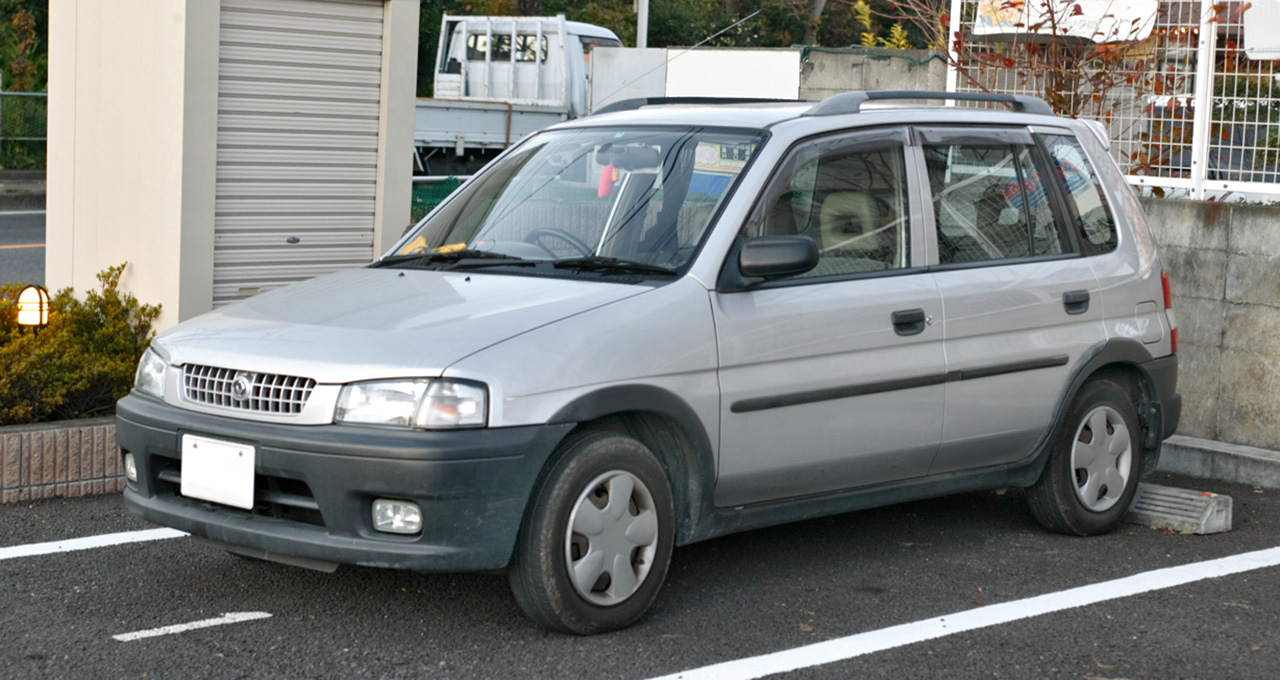
前期型 1.3LX　Fパッケージ
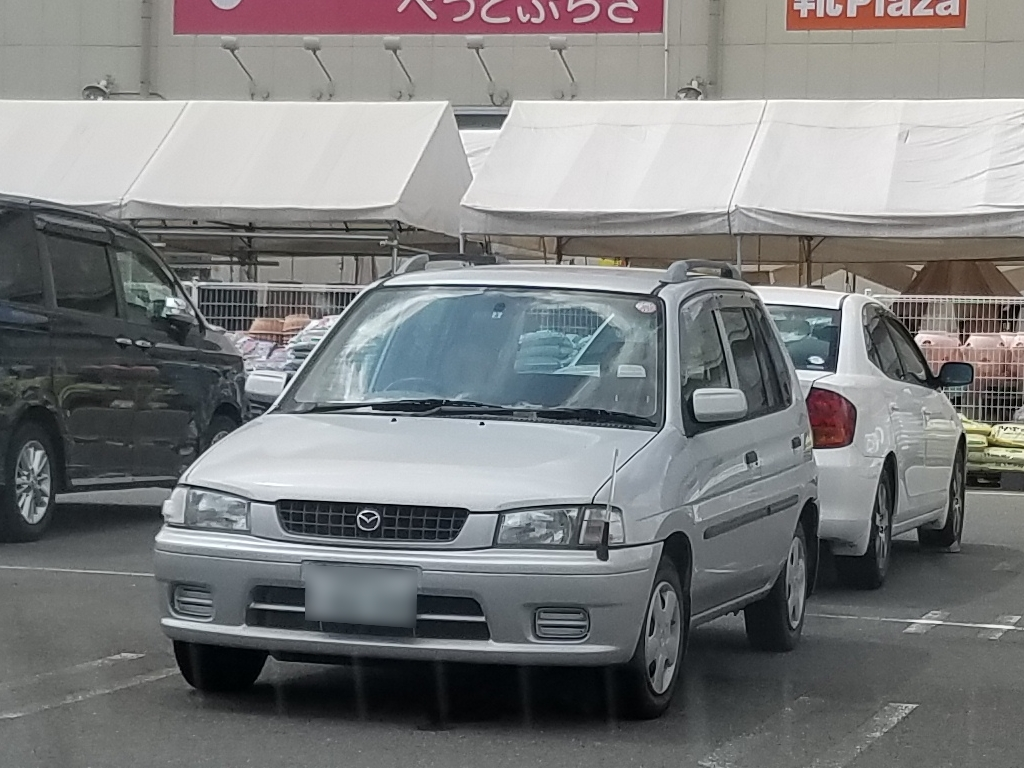
前期型 1.3LX Gパッケージ（新CI）
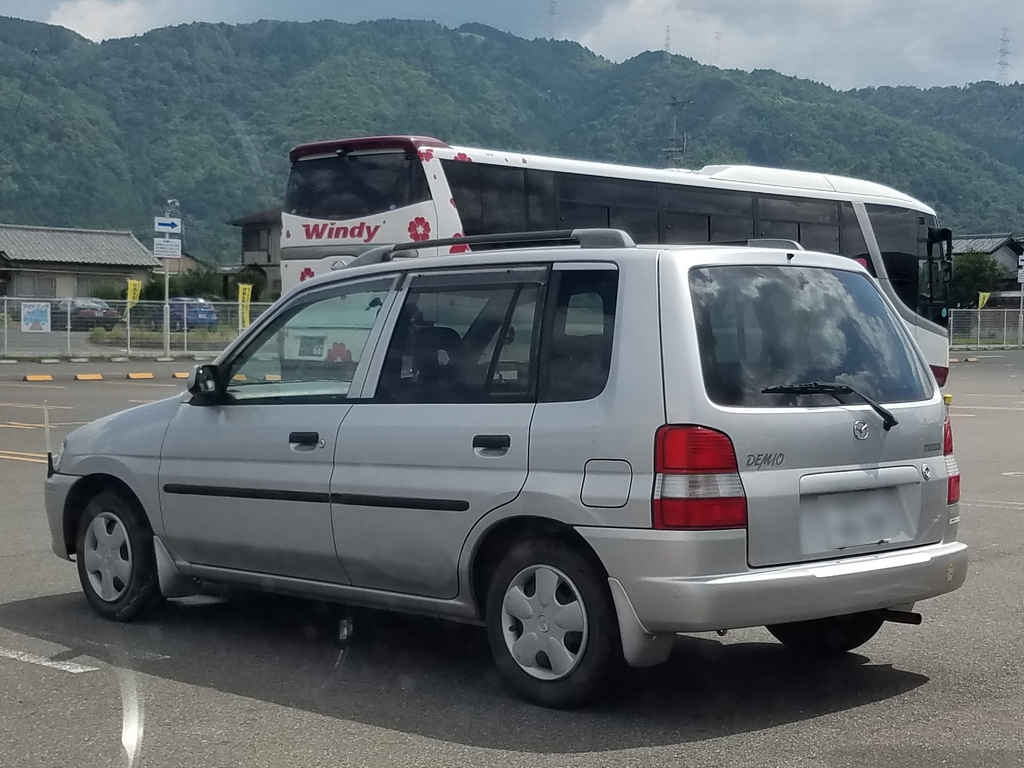
前期型 1.3LX Gパッケージ（新CI）
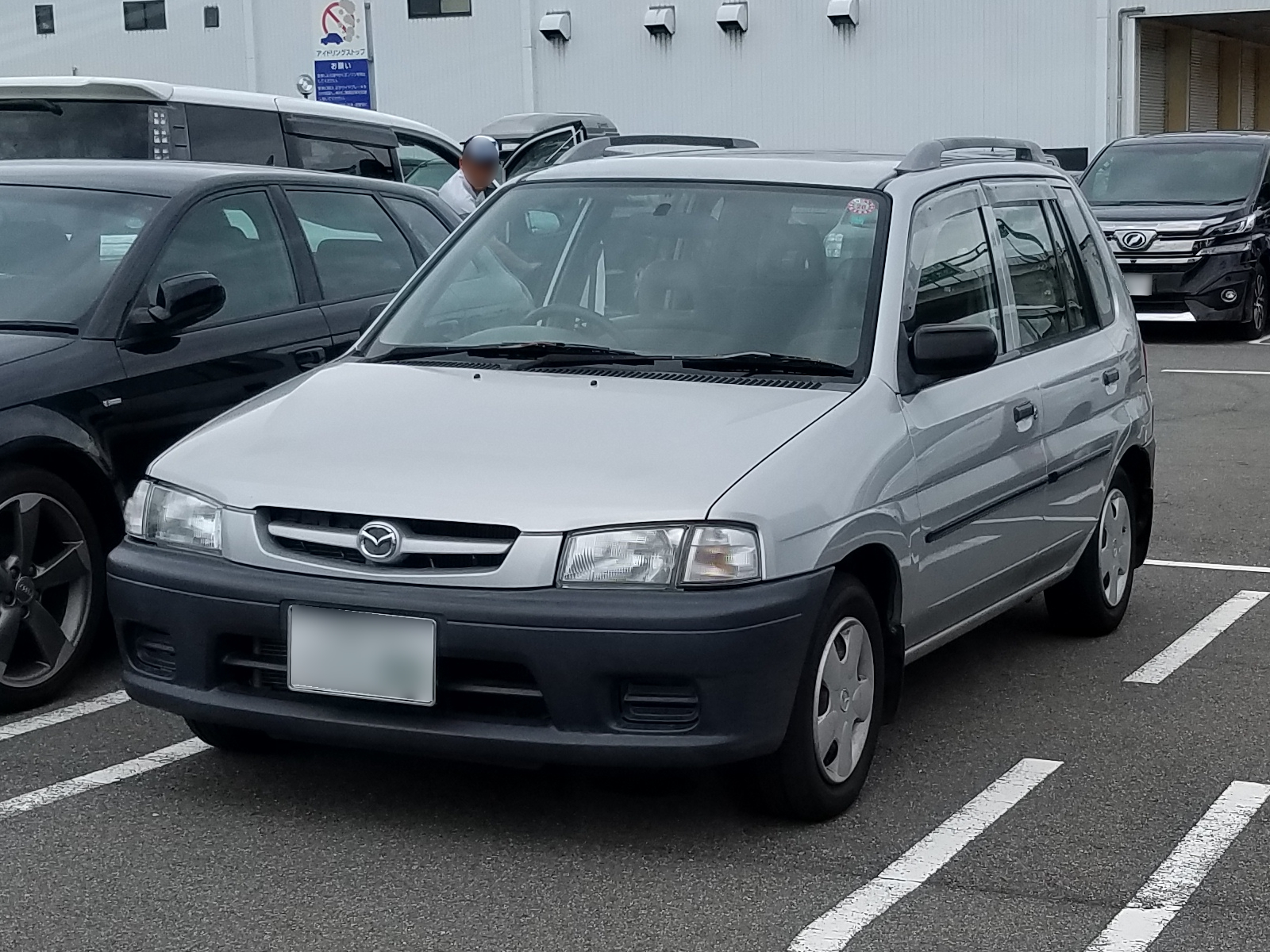
中期型 1.3LX Fパッケージ
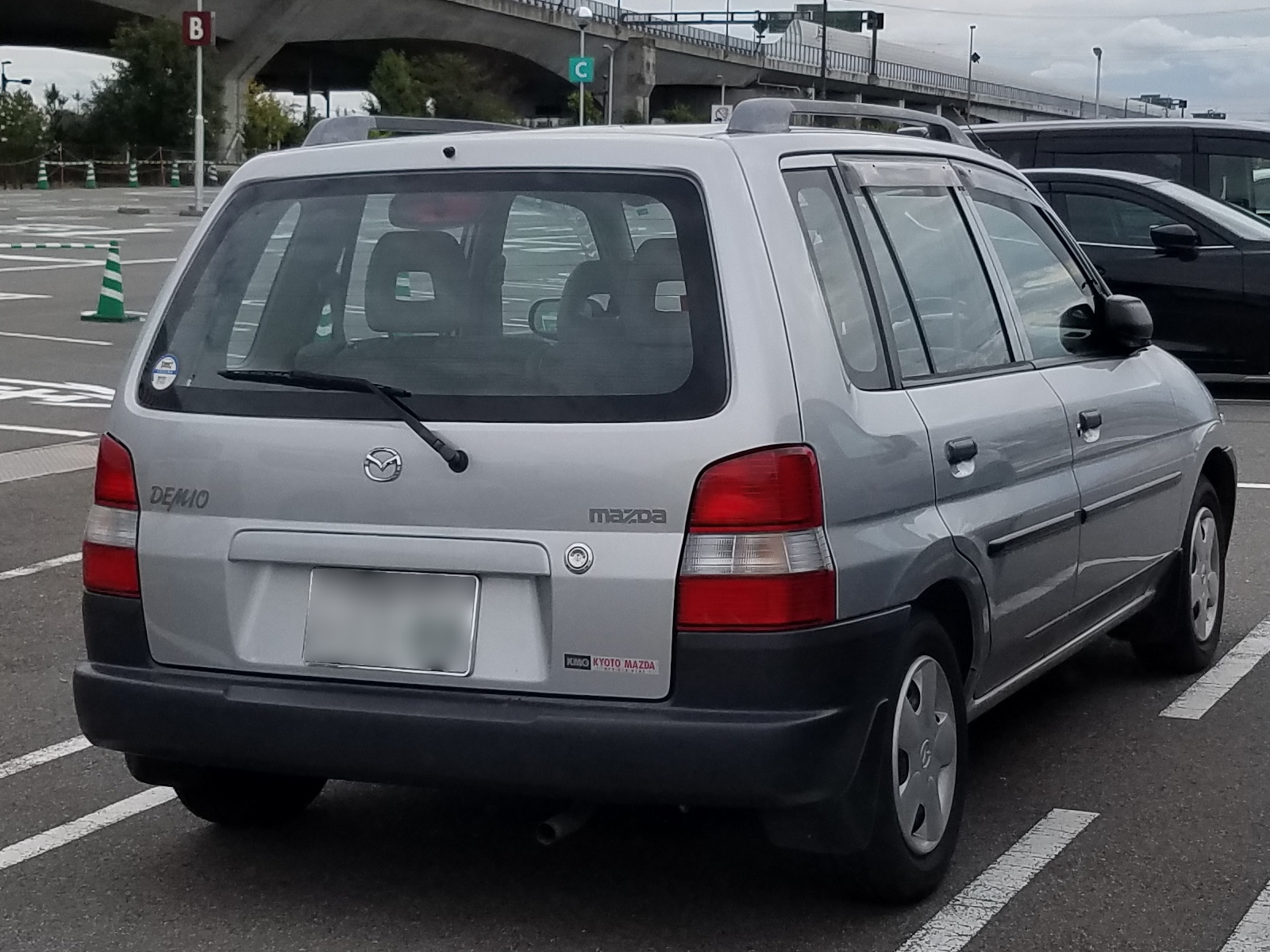
中期型 1.3LX Fパッケージ
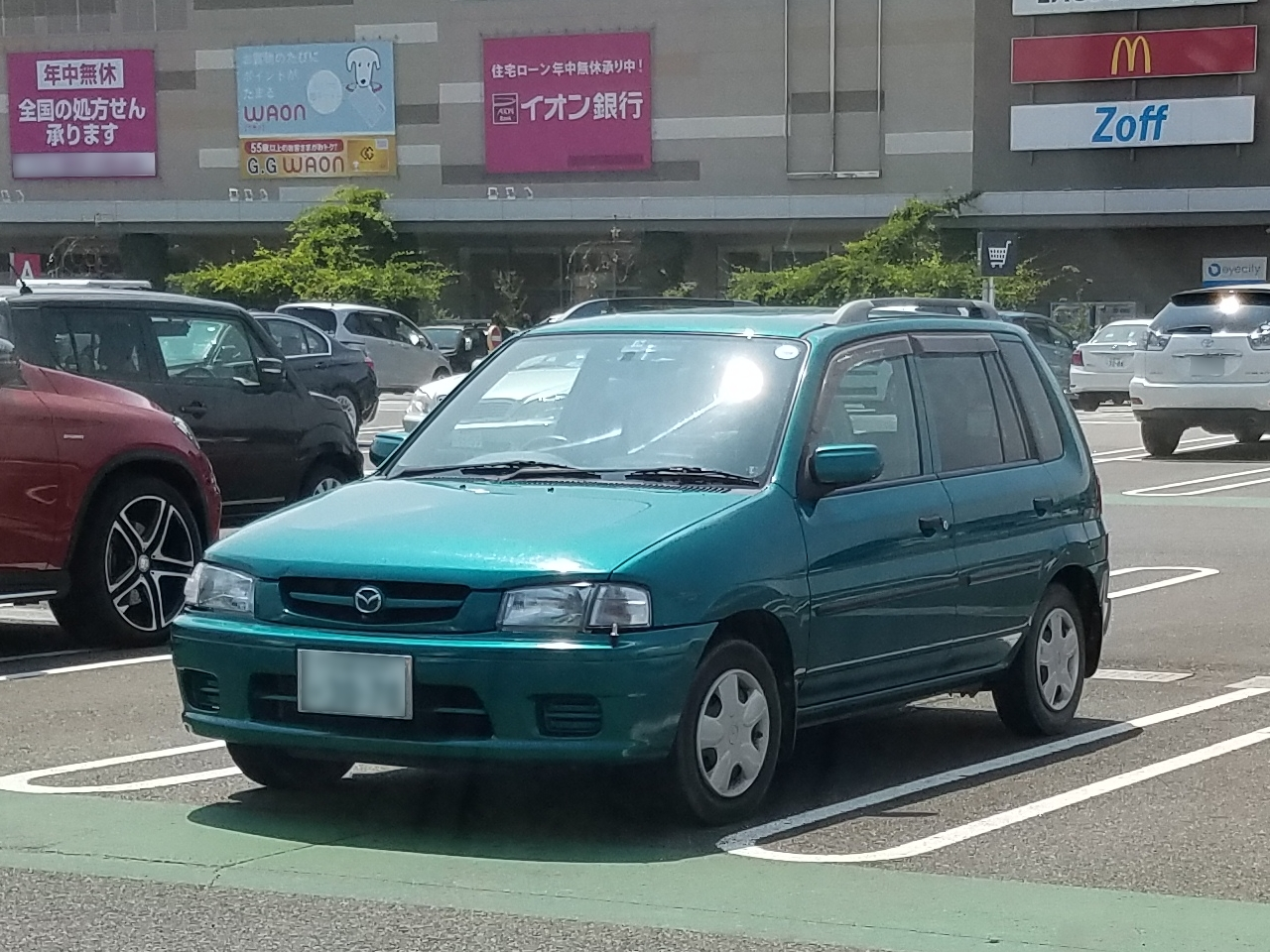
中期型 1.3LX Gパッケージ
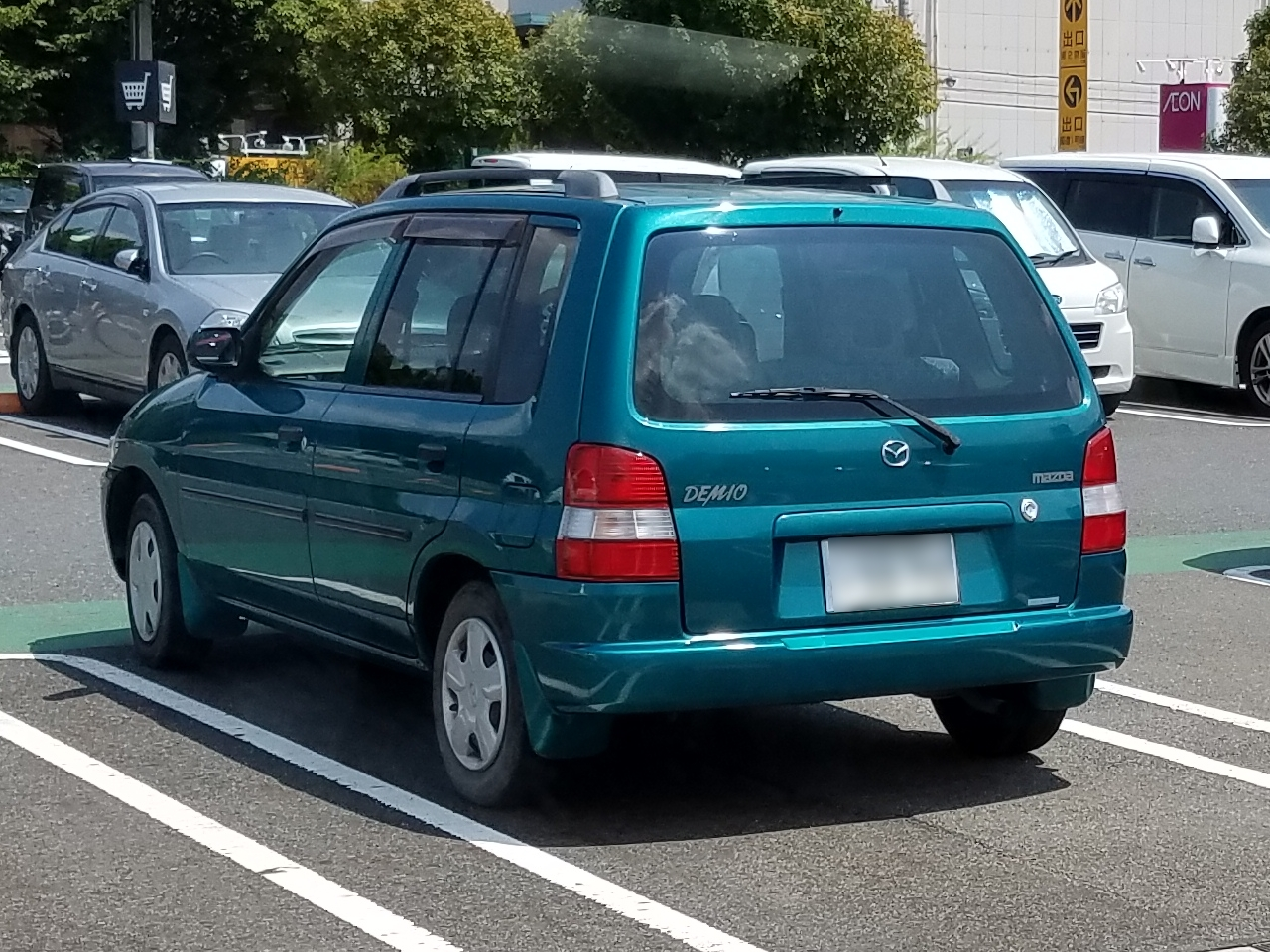
中期型 1.3LX Gパッケージ
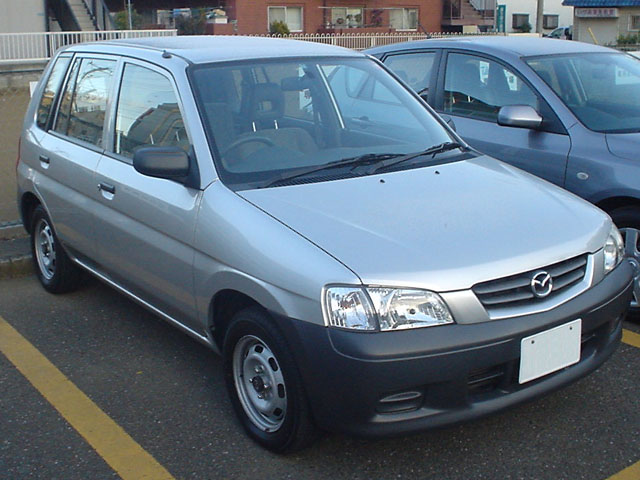
後期型（1.3 L）
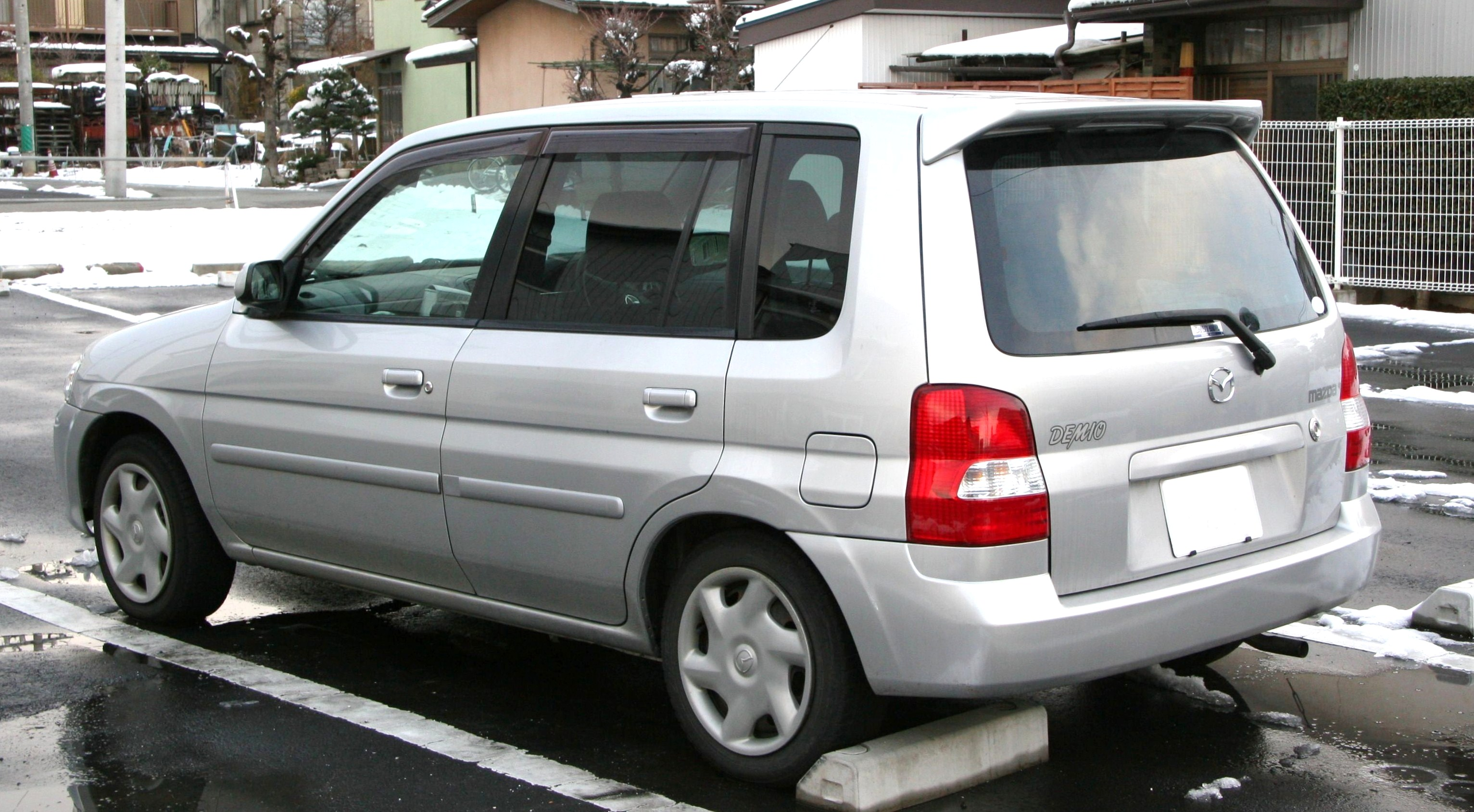
リア（後期型）

### 年表
- 1995年10月27日 - 東京モーターショーに「BU-X」の名前で出展[6]。
- 1996年
  - 8月8日 - 「新ジャンルワゴン」の販売を公式サイトでアナウンスする[7]。
  - 8月27日 - 発売[7]。「BU-X」よりも配色やフロントデザインを一般化し市販化された。CM出演者はスコッティ・ピッペン。
  - 11月21日 - RJCカー・オブ・ザ・イヤー受賞[8]。
  - 11月28日 - 日本カー・オブ・ザ・イヤー選考委員特別賞受賞[9]。
- 1997年
  - 6月30日 - 生産累計10万台達成[2]。
  - 9月18日 - 特別限定車「1.5GL-Xスペシャル」（限定3,000台）を発売し、同時に一部改良。フロントグリル・バックドア・ホイールセンターオーナメント・ステアリングホイール等に、同年登場した7代目カペラより採用された、マツダの新CIマークを採用。ボディカラーに「クラシックレッド」を加え、電動格納式ドアミラーなどの装備品が追加された[3]。
  - 12月3日 - 燃料電池電気自動車「デミオFCEV」を開発。同月5日から開催された「エコ・ジャパン'97」に出展した[10]。
  - 12月17日 - 「1.3LX Gパッケージ」をベースに、専用ボディカラー2色を設定し、全面UVカットガラスなどを装備した特別限定車「1.3LX-Gリミテッド」（限定5,000台）を発売[11]。
- 1998年
  - 3月 - 発売以来初の月間販売台数新記録（1万4,249台）を樹立[12]。
  - 5月18日 - 生産累計20万台達成[13]。
  - 9月8日 - 一部改良。中期型モデルとされる。内外装をリフレッシュし、装備を充実。また、サスペンションの改良により、乗り心地も向上された[14]。
  - 中期型から車椅子送迎車であるデミオiを発売[15]
  - 12月21日 - 特別限定車「1.3LXリミテッド」（限定3,500台）、「1.5GLリミテッド」（限定1,200台）を発売[16]。
- 1999年
  - 4月27日 - 前年に発売された「1.3LXリミテッド」「1.5GLリミテッド」が、当初予定よりも1か月早く完売するほど好評だったため、「1.3LX リミテッド」は2,500台、「1.5GLリミテッド」は1,000台限定で追加販売された[17]。
  - 8月5日 - 「1.3LX・Gパッケージ」をベースに助手席SRSエアバッグとABSを装備し、安全性を高めた「35万台記念限定車 1300LX」（限定10,000台）と「1.5GL」をベースにスポーティー感あふれる外装を採用した「35万台記念限定車 1500GL」（限定3,000台）を発売[18]。
  - 12月21日 - ビッグマイナーチェンジに伴い、後期型モデルとされる。マツダ車特有の「ファイブポイントグリル」を採用するとともに、外内装を大幅に変更。マルチリフレクターヘッドランプ、およびエアバッグ、ABS、EBD等の標準装備化・DSCの新設定により安全性も向上、サスペンションの見直しにより乗り心地も改善。また1.3L車のATが電子制御式4速化された。内装では2DINオーディオ対応、ツートン内装も一部グレードに設定された。また、グレード名称も一部変更（1.3Lモデルの「LX・Gパッケージ」と「LX・Sパッケージ」は「LX-G」と「LX-S」に改名）。さらに、インターネット専用限定車「1.5 Web-tuned @ DEMIO（ウェブチューンド デミオ）」も200台限定で販売された[19]。
- 2000年
  - 6月9日 - 「1.5GL」をベースにした「天然ガス (CNG) 車」を発売[20]。
  - 9月12日 - 一部改良。1.3L車の排出ガス性能が向上され、「優-低排出ガス車」認定を取得。同時にグレード体系が見直され、「1.3LX」と「1.5GL-X」を廃止する替わりに「1.5アレッタ」を追加[21]。
  - 9月22日 - 「1.5GL（AT車）」をベースに、よりスタイリッシュな外観とした特別限定車「1.5GLスペシャル」（限定1,500台）を発売[22]。
  - 9月27日 - 「1.3LX-G（AT車）」をベースに、「マツダテレマティックス」対応カーナビなどを装備した特別限定車「@navi」（限定1,500台）を発売[23]。
  - 12月20日 - 「1.3LX-G（AT車）」をベースに、ブルーを基調とした内装を採用した特別限定車「1.3LX-スペシャル」（限定7,500台）を発売[24]。
- 2001年
  - 6月25日 - 内外装などのカラーコーディネートなどで質感を高めた「1.3ピュアレ」とエアロパーツを装備し、スポーティー感を高めた「1.3エアロアクティブ」を追加[25]。
  - 11月6日 - 「1.3 LX-G」、「1.5 アレッタ」、「1.5 GL」をベースに新たな追加装備をしつつ、価格をベース車よりも安く設定した「1.3 LX-Gスペシャル」、「1.5 アレッタスペシャル」、「1.5 GLスペシャル」を発売。なお、ベース車3グレードは全てこの「スペシャル・シリーズ」に移行された[26]。
- 2002年
  - 7月[27] - 生産終了。在庫対応分のみの販売となる。
  - 8月 - 2代目と入れ替わる形で販売終了。

## 2代目 DY系（2002年 - 2007年）
初代の「広く実用的なコンパクトカー」としてのコンセプトを継承しながらも、初代からエンジン・プラットフォームを一新し、日本国外での市場競争力を確保した。
初代フェスティバ以来の旧小型車用プラットフォームの使用をやめ、17年ぶりにフォードと共同開発した新世代小型車用プラットフォームである、マツダ・DYプラットフォームを使用している。当代と次代においてフォード・フィエスタとプラットフォームが共通化された。
エンジンは先代と同じく1,300ccと1,500ccの2種類だが、いずれも新開発の「MZR」系エンジンに一新されている。可変バルブタイミング仕様DOHC・後方排気レイアウトを採用し、エンジン特性改善や燃費・環境対策を図っている。
駆動方式は前輪駆動のほか、日産自動車より供給を受ける、e-4WD方式の四輪駆動が途中から設定された。ボディは先代の機能主義を継承しながら、欧州での必須用件となる空力の改善を優先して設計されている。スタイリングはマツダが統一戦略として打ち出したスポーティなものとされ、フロントグリル、ボンネット形状などのモチーフは上位クラスの同車との共通性を持たせている。
アウタードアハンドルはフラップ式からグリップ式に、リアコンビネーションランプは縦型から横型にそれぞれ変更された。車体後部の車名エンブレムは、アテンザ、アクセラなどと同様な斜体のレタリングを用いたDemioに変更された。フェスティバ以来のキャンバストップも「Cozy」に設定された。また、装備が非常に充実している点も特徴であり、オートワイパー、オートライト、オートエアコン、ステアリングオーディオリモコンスイッチなどがあり、これらは何れもローコストをコンセプトとした初代にはなかった。グレード体系はシンプルモデルの「Casual（カジュアル）」、スタイリッシュモデルの「Cozy（コージー）」、先代で設定されていた「Aletta（アレッタ）」に替わって登場したスポーティーモデルの「SPORT（スポルト）」の3グレードとなり、「Cozy」はAT車のみの設定、「SPORT」は1.5Lのみの設定で、AT車は「アクティブマチック」となっていた。
なお、日本国外市場においては、これまでマツダ・121として販売していた車種を本モデルに統合・発展させる形とし、名称もマツダ・2 (Mazda 2)へ変更された。本モデル以降、「マツダ・デミオ ＝ Mazda 2」として、マツダのボトムエンドを支えていく事になる。

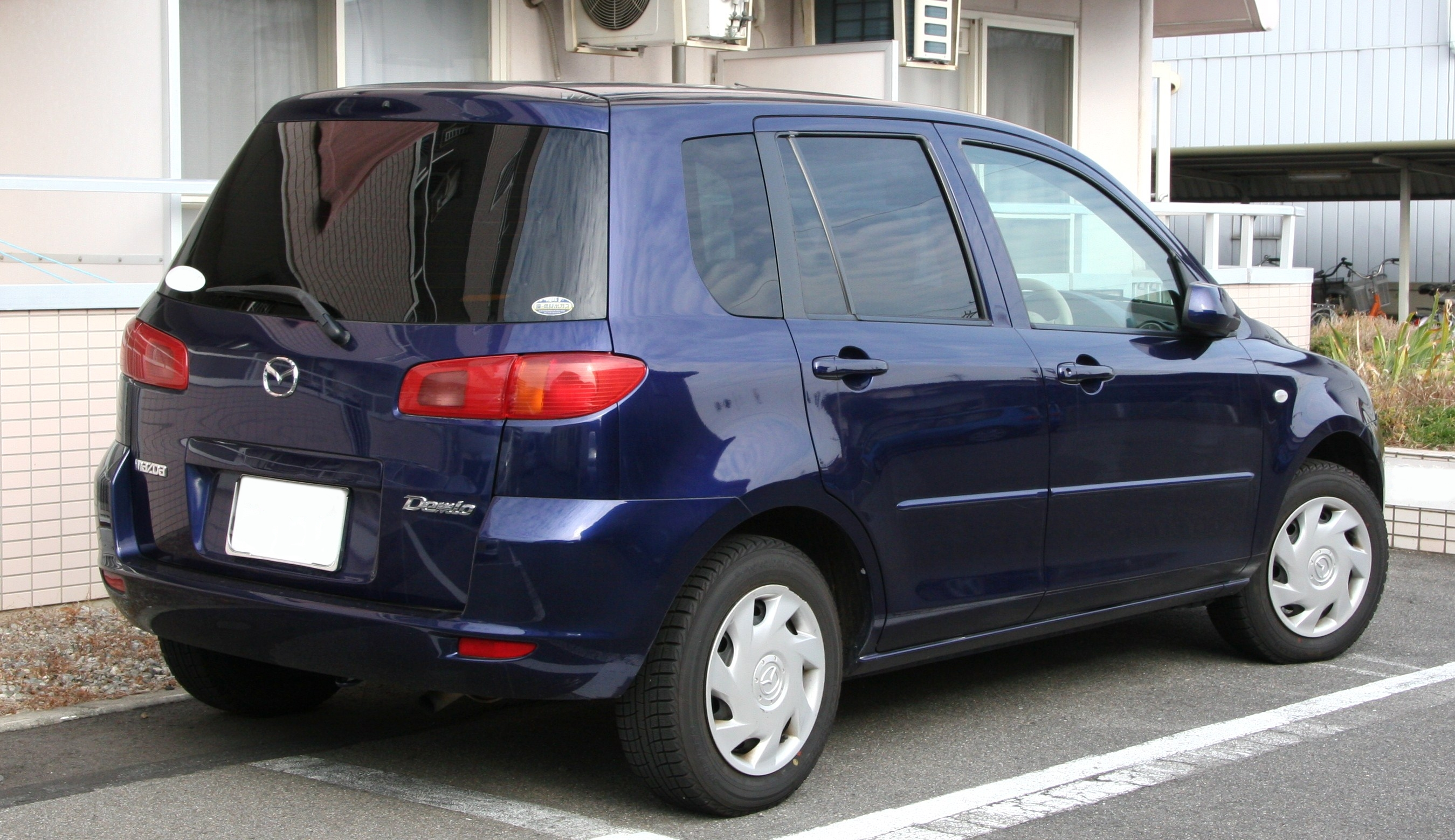
リア（前期型：2002年8月 - 2003年11月）
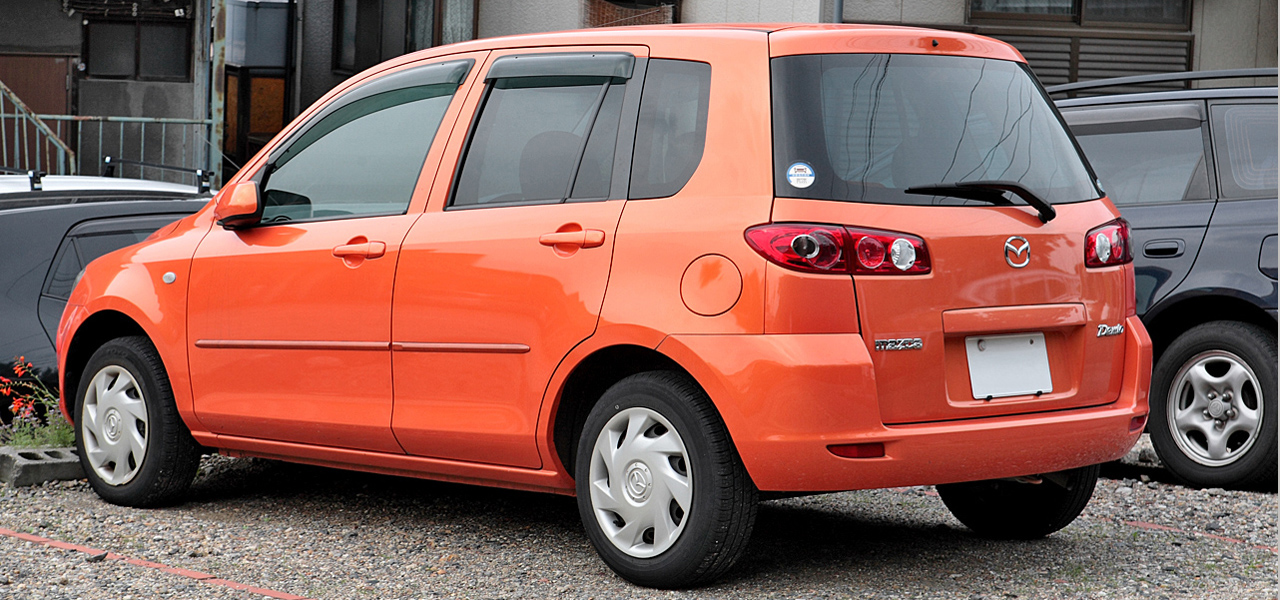
リア（中期型：2003年11月 - 2005年4月）
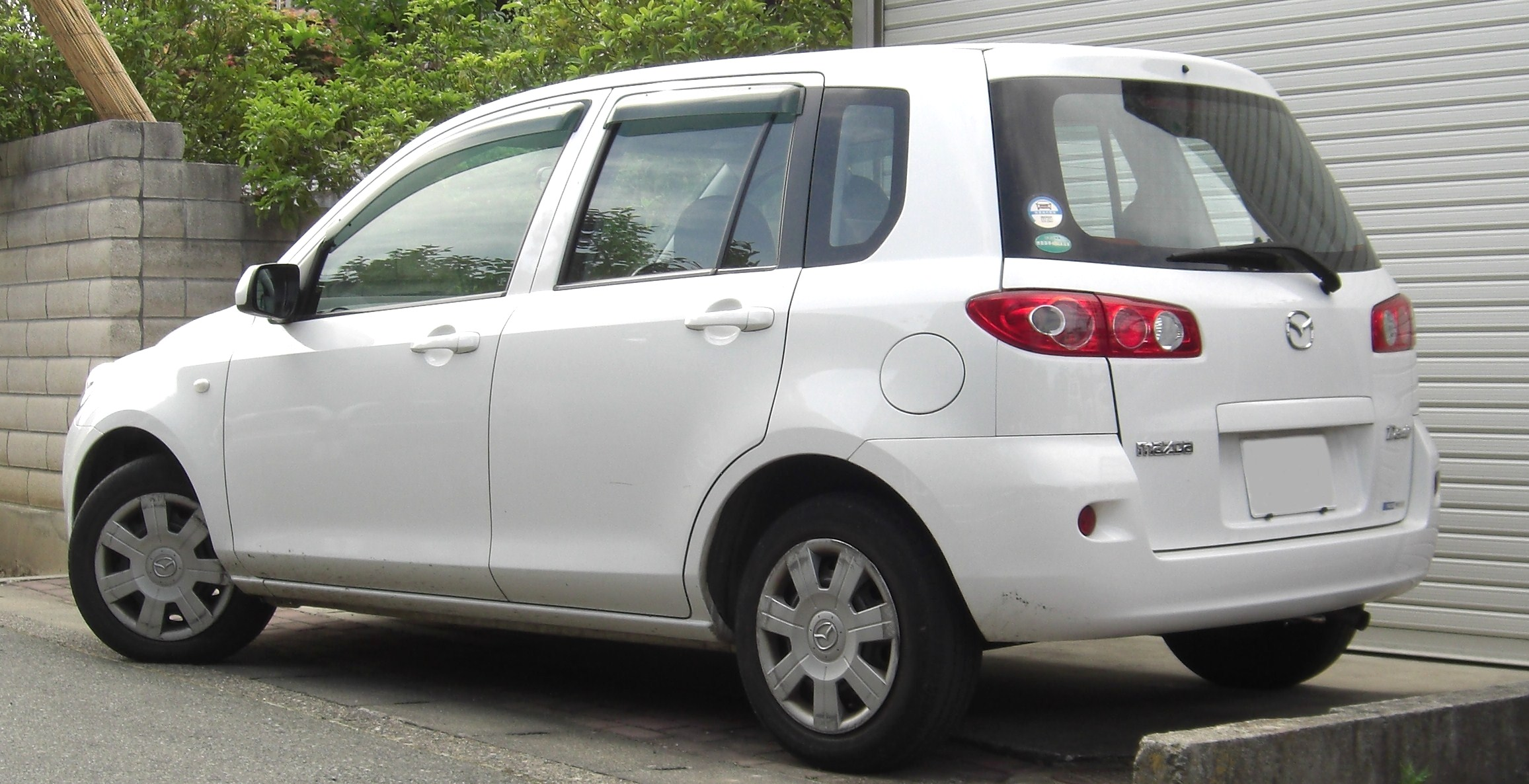
リア（後期型：2005年4月 - 2007年7月）
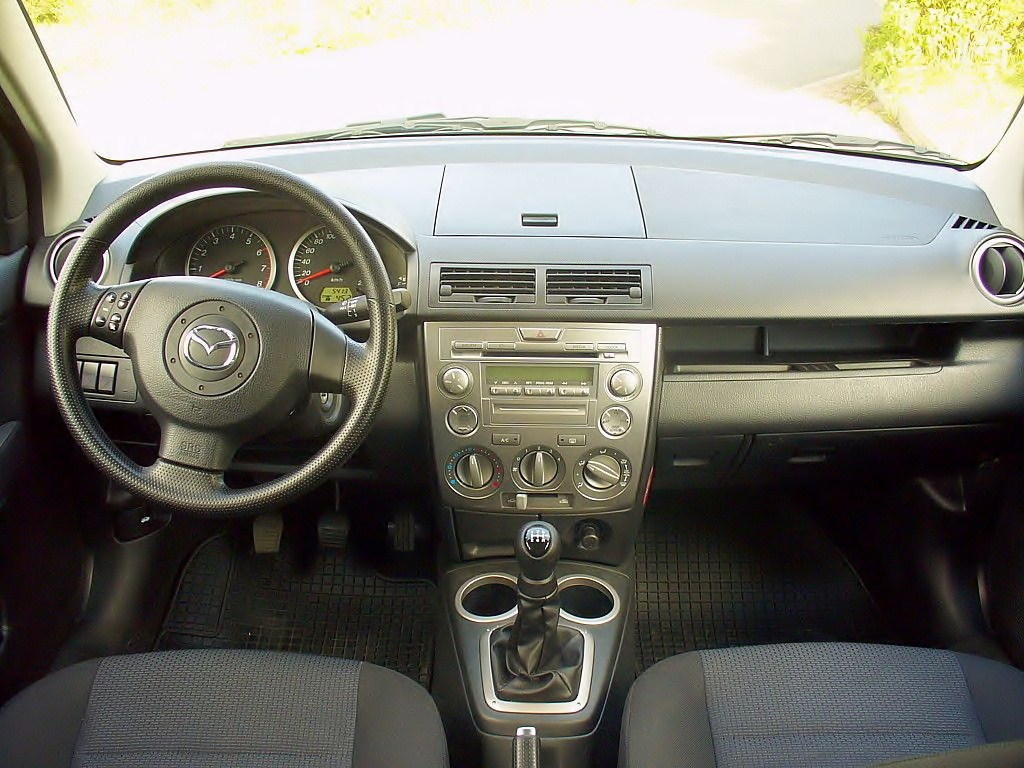
内装（左ハンドル仕様）

### 年表
- 2002年
  - 8月7日 - フルモデルチェンジ。欧州での使用状況に合わせ、高速操縦安定性と空力の改善が開発の主眼とされた。初代CMはデミオがロードスター(NB系)を追い抜く、という自社製品同士ながら、比較広告のような演出がとられた。先代に続き、車椅子送迎車「i」は続投
  - 9月18日 - 販売開始1ヶ月で、月間目標台数の約2倍の15,000台の注文を受けたと発表[29]。
  - 11月6日 - 日本国内でのCMキャラクターに伊東美咲を起用する[30]。
- 2003年
  - 1月20日 - フォードのスペインバレンシア工場にて、欧州市場向けの製造開始[31]。
  - 3月27日 - 一部改良。「超-低排出ガス」認定に引き上げ、ボディカラーを13色に拡大。「Cozy」の装備を充実しながら価格を引き下げ、MT車を追加。オプション体系も見直し、28種類のカタログセレクトモデルが設定された[32]。
  - 4月3日 - インターネットでカスタマイズできる「Web Tune Factory」を開始する[33]。
  - 7月7日 - 当時のイメージキャラクターであった伊東美咲の提案によりピンクの内外装を施した特別限定車「スターダストピンク」を発売。この限定車はバレンタインの懸賞企画として1台用意されていた「ピンクのデミオ」を好評につき600台限定で販売することになったものである[34]。
  - 11月27日 - 「Casual」のAT車と「Cozy」の1.3L・AT車にe-4WD車を追加。同時にリアコンビランプの変更、「Cozy」の内装色変更、ボディカラーの追加等の一部改良を行う[35]。
- 2004年
  - 4月23日 - 一部改良。「平成17年基準排出ガス75%低減レベル（☆☆☆☆）」と「平成22年度燃費基準+5%」を同時に達成し、エンジンも改良。また、カタログセレクトモデルの絞込みを行い、エクステリアカラーとシートも変更された。また、e-4WD車も同年6月に一部改良された[36]。
  - 8月31日 - 前年に好評だった特別仕様車「スターダストピンク」を再発売。今回は限定台数を1,000台に引き上げるとともに、従来の1.3L FF車に加え、新たに1.3L e-4WD車と1.5L FF車が追加された[37]。
  - 10月22日 - 「SPORT」をベースに、RX-8に採用されている「マツダリトラクタブルタイプキー」やメーカーオプションであるオーディオリモートコントロールスイッチ付本皮巻ステアリング、本皮巻シフトノブ、6スピーカーを特別装備した特別仕様車「SPORT-S」（限定1,400台）を発売[38]。
- 2005年
  - 4月13日 - マイナーチェンジ。
フロントバンパー・グリル、ヘッドランプ、リアバンパーのデザインを一新し、一部内装デザインの変更が行われた。スポルトのみ専用デザインのフロントグリルが与えられた。機関系では、それまでの油圧パワーステアリングから、電動パワーステアリングに変更され、スロットルも電子制御化している。これらの改良を受け、燃費性能が向上され「平成22年度燃費基準+5%」を達成。星が四つの低公害車両となった。「SPORT」のみ、サスペンションが専用仕様（欧州と同じ固めのセッティング）に変更。また、195/45R16の専用タイヤを装着。ホイールはエンケイ製で、かなり軽いものになっている。新たに1.3L車のスポーティ仕様として「Casual Aeroactive（エアロアクティブ）」を追加するとともに、これまでグレードの一つとして展開していた「Cozy」は「Casual」のセットパッケージである「Cozyパッケージ」に移行された。ボディカラーについても、「SPORT」専用の期間限定色を含む4色が加わった。なお、新グレードである「Casual Aeroactive」は2DINオーディオに対応するオーディオレス仕様となっている（他グレードでもオーディオレスが選択できた。ただし、マニュアルエアコンのみの設定。）。ステアリングオーディオリモコンスイッチは、選曲が前後できるようになった。リアシートのヘッドレストが一体型にコストダウンされ、また荷室サイドの金属製のハンガーも、オプション扱いになった[39]。
  - 12月19日 - 伊東美咲プロデュースの特別仕様車「Casual-Stylish"M"」を発売。「Casual Aeroactive」をベースに、アドバンスドキーレスエントリー&スタートシステム、オーディオ（AM/FMラジオ+CD）、14インチタイヤ&フルホイールキャップなどを装備しており、伊東自身のサインが入った本革製キーケースも付く。なお、メーカーオプションとしてディスチャージヘッドランプや15インチタイヤ&アルミホイールを装備した「Sパッケージ」も設定された[40]。
- 2006年
  - 9月30日 - 国内累計生産台数100万台達成（初代モデル発売から10年3か月での達成）[41]。
  - 11月21日 - 「Casual」をベースに、専用色「アイシーブルーメタリック」を含む8色のボディカラーと薄青色をアクセントにした専用シート、アドバンスドキーレスエントリー&スタートシステムを装備した特別仕様車「Style C」と「SPORT」をベースに、専用色「コズミックブラックマイカ」を含む7色のボディカラーと本革巻ステアリング&シフトノブ、6スピーカーなどを装備し、2DINオーディオに対応するオーディオレス仕様にした特別仕様車「Style S」を発売[42]。
- 2007年
  - 6月[43] - 生産終了。在庫対応分のみの販売となる。
  - 7月 - 3代目と入れ替わる形で販売終了。

## 3代目 DE系（2007年 - 2014年）
初代・2代目の「汎用ミニバン」コンセプトから、欧州市場に軸足を移した一般的なコンパクト・ハッチバックスタイルへと路線転換した。先代はフォード主導で開発されたマツダ・DYプラットフォーム（フォード・B1プラットフォーム）を使ったが、マツダ主導で新しく開発したマツダ・DEプラットフォーム（フォード・B3プラットフォーム）を使い小型化・軽量化を図った。
競合車種が軒並みボディサイズの拡大とそれにともなう重量増加路線を取っている中、全幅こそ1,695mmとわずかに大きくなって5ナンバーサイズいっぱいになったものの、全長3,885 - 3,895mm、全高1,475mm、車両重量970 - 1,070kgと2代目に比べてやや小型軽量化された点についても話題を呼んだ。また、13Ｃ-Ｖにはミレーニア（ユーノス800）以来となる1,300ccのミラーサイクルエンジンの搭載も発表。CVTも採用され、10・15モード燃費は23km/Lとなった。また、先代から引き続き設定されている「SPORT」は1.5Lエンジン搭載車をベースに、5速MTと新たに7速スポーツモード付きCVTのいずれかが組み合わせられ、ボディが補強され、足回りには専用チューンのサスペンションに加えてフロント大径ブレーキ(14インチ対応)、専用16インチAW／タイヤを採用する。さらにエクステリアでも差別化が計られており、フロントエアロバンパー、サイドステップ、リアスポイラー、専用グリルでスポーティさを主張している。同時にリアのナンバープレート位置がバックドア上からバンパー上に変更された。

### 海外仕様車
デミオ初の3ドアと4ドアセダンが設定された。エンジンは当初1,3Lガソリン（2種類）と1,５Lガソリンの3種類が用意され、それぞれ55kW（75PS）、62kW（84PS）、76kW（103PS）を発揮する（欧州仕様車）。車体重量を2代目より約100kg削減したとしている。

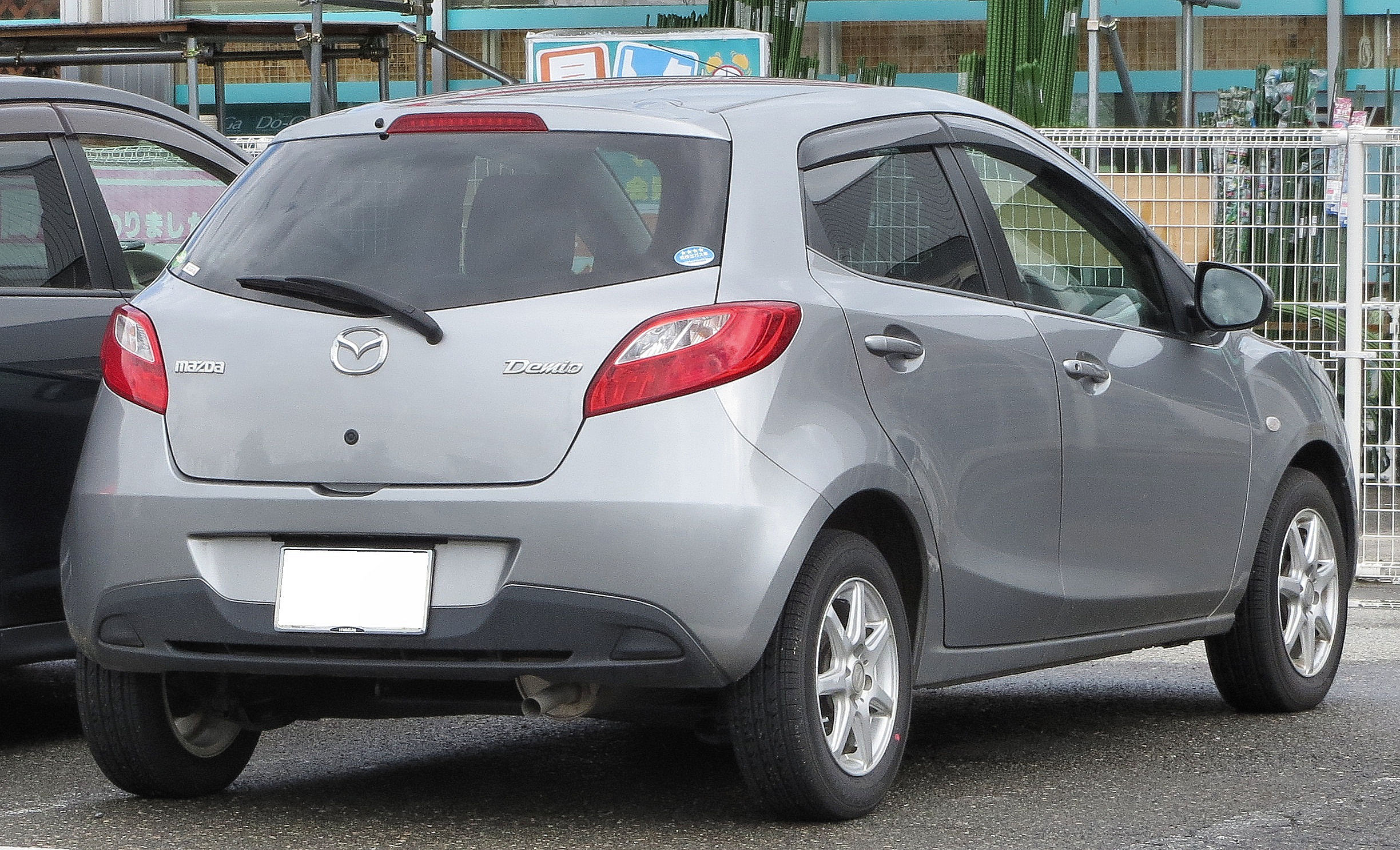
前期型「13C-V 」リヤ （2007年5月-2011年6月）
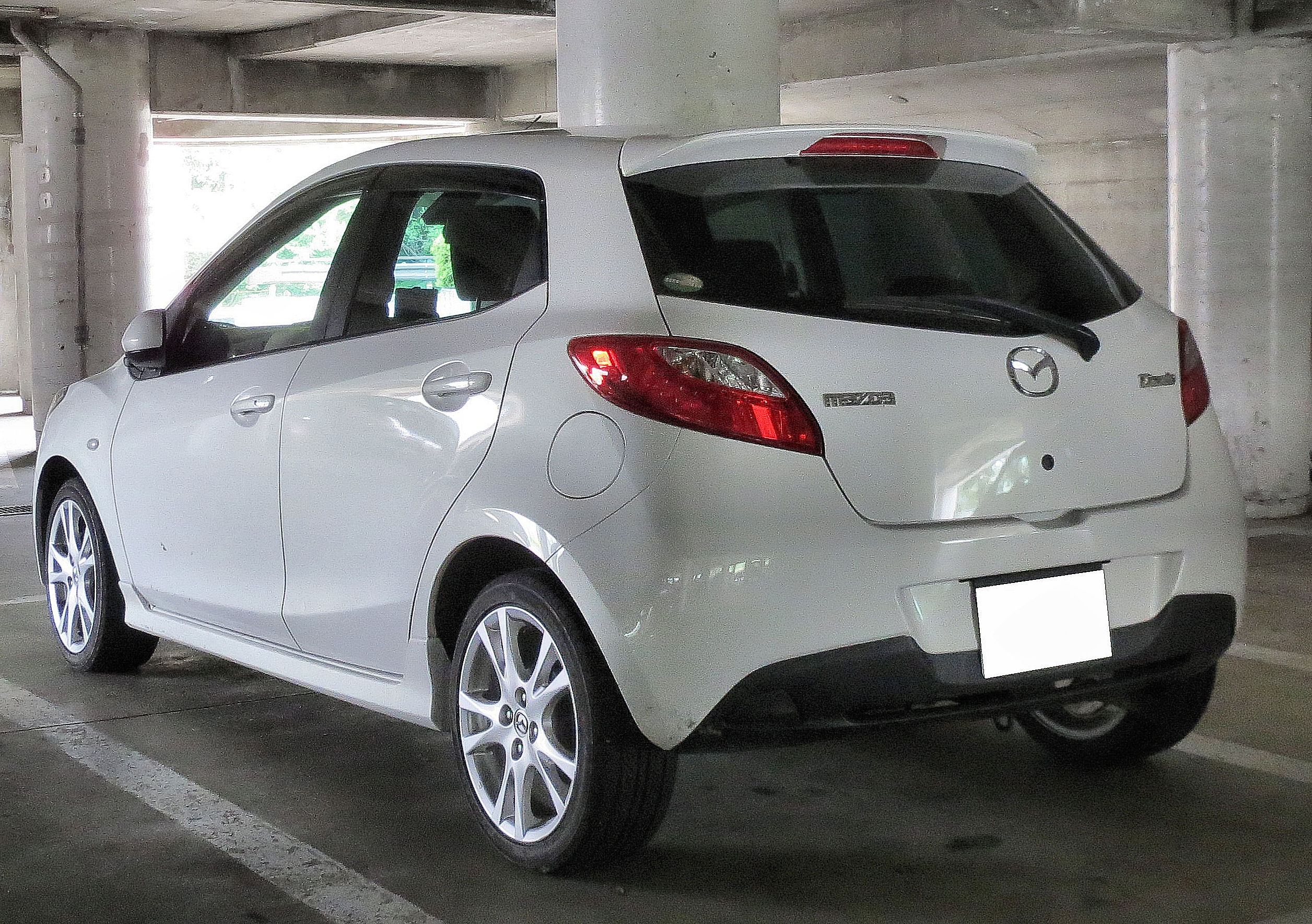
前期型「SPORT」リヤ （2007年5月-2011年6月）
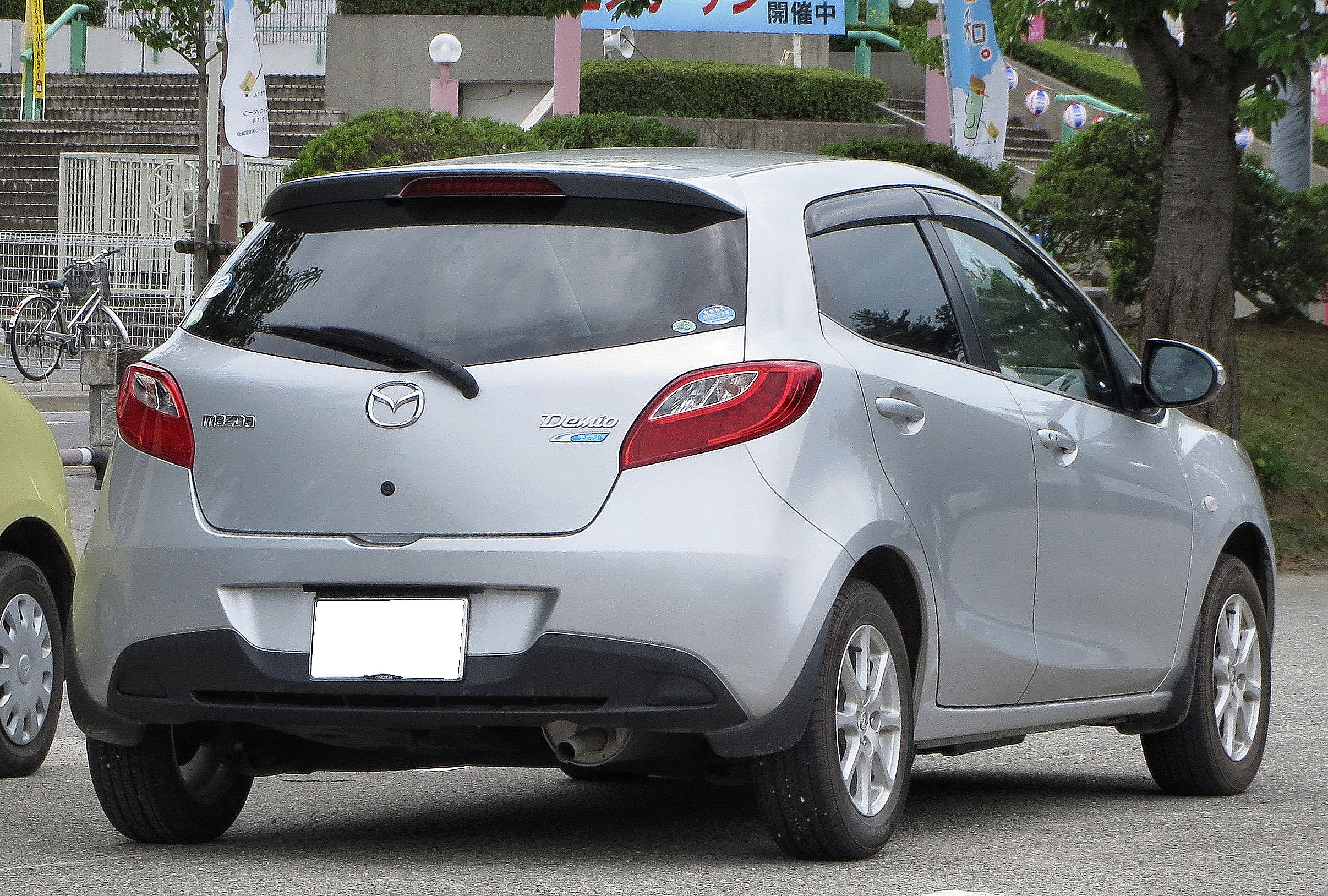
後期型「13-SKYACTIV」リヤ （2011年6月-2012年5月）
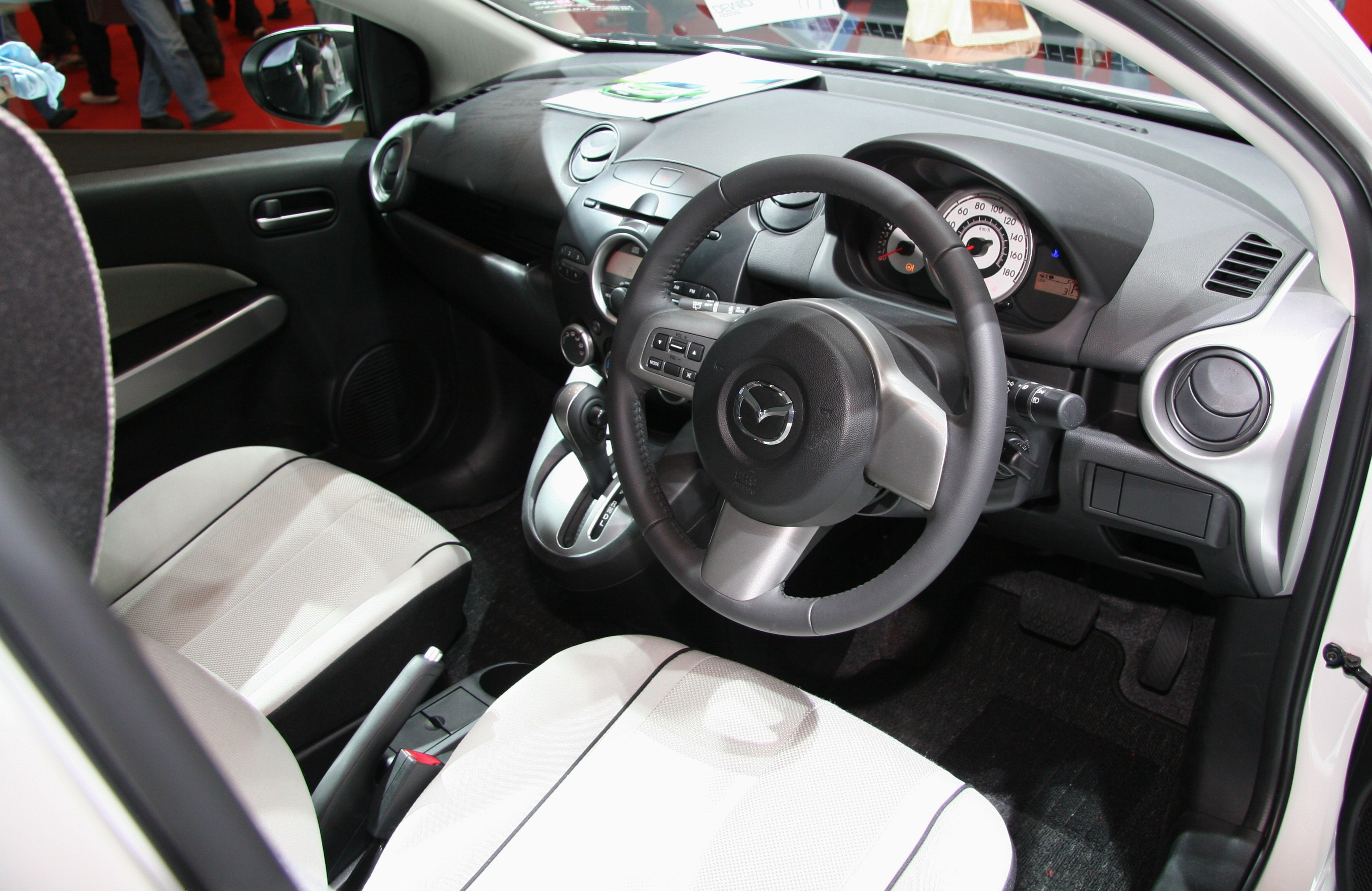
室内
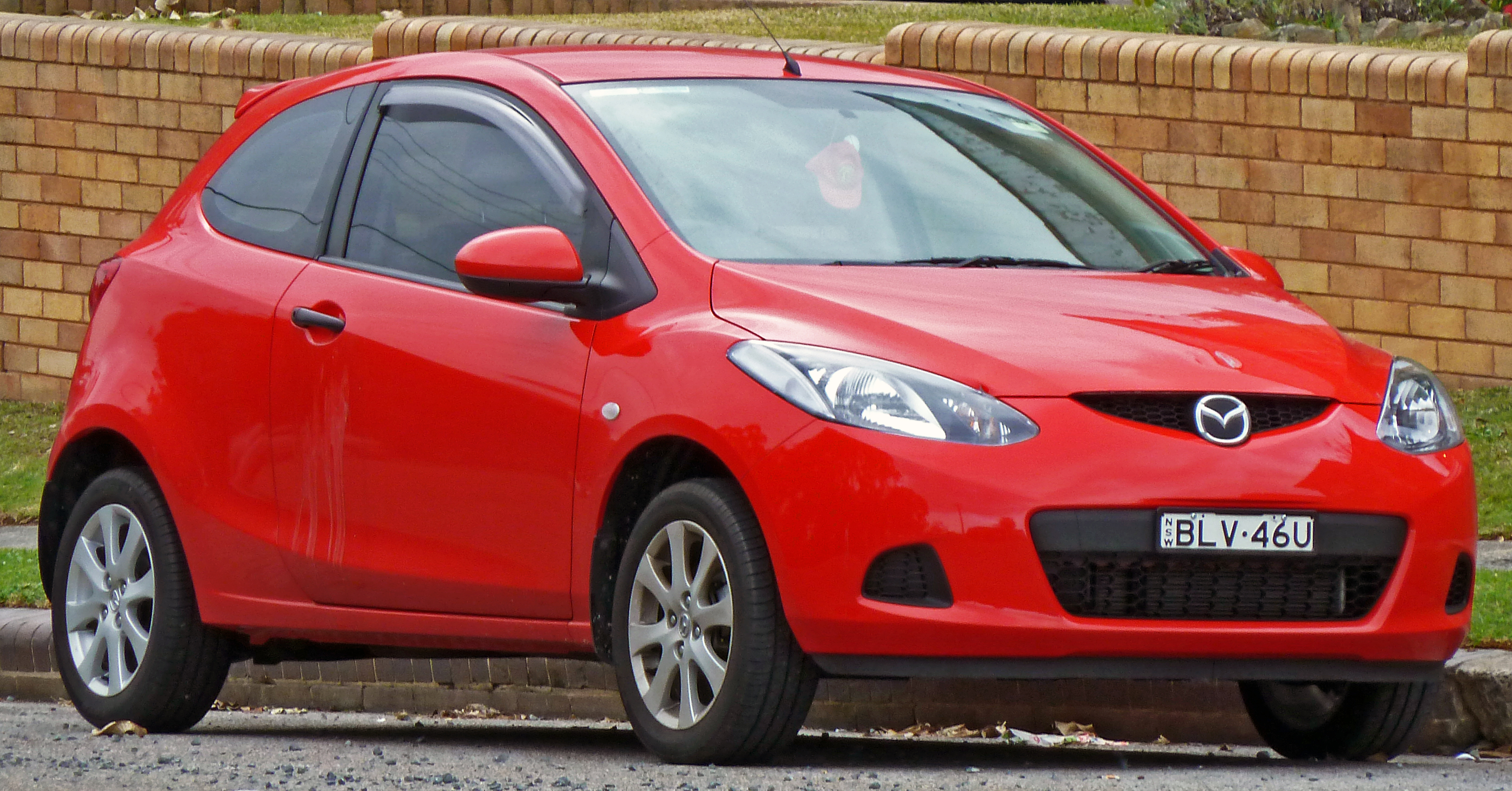
マツダ2 3ドア（豪州仕様車）
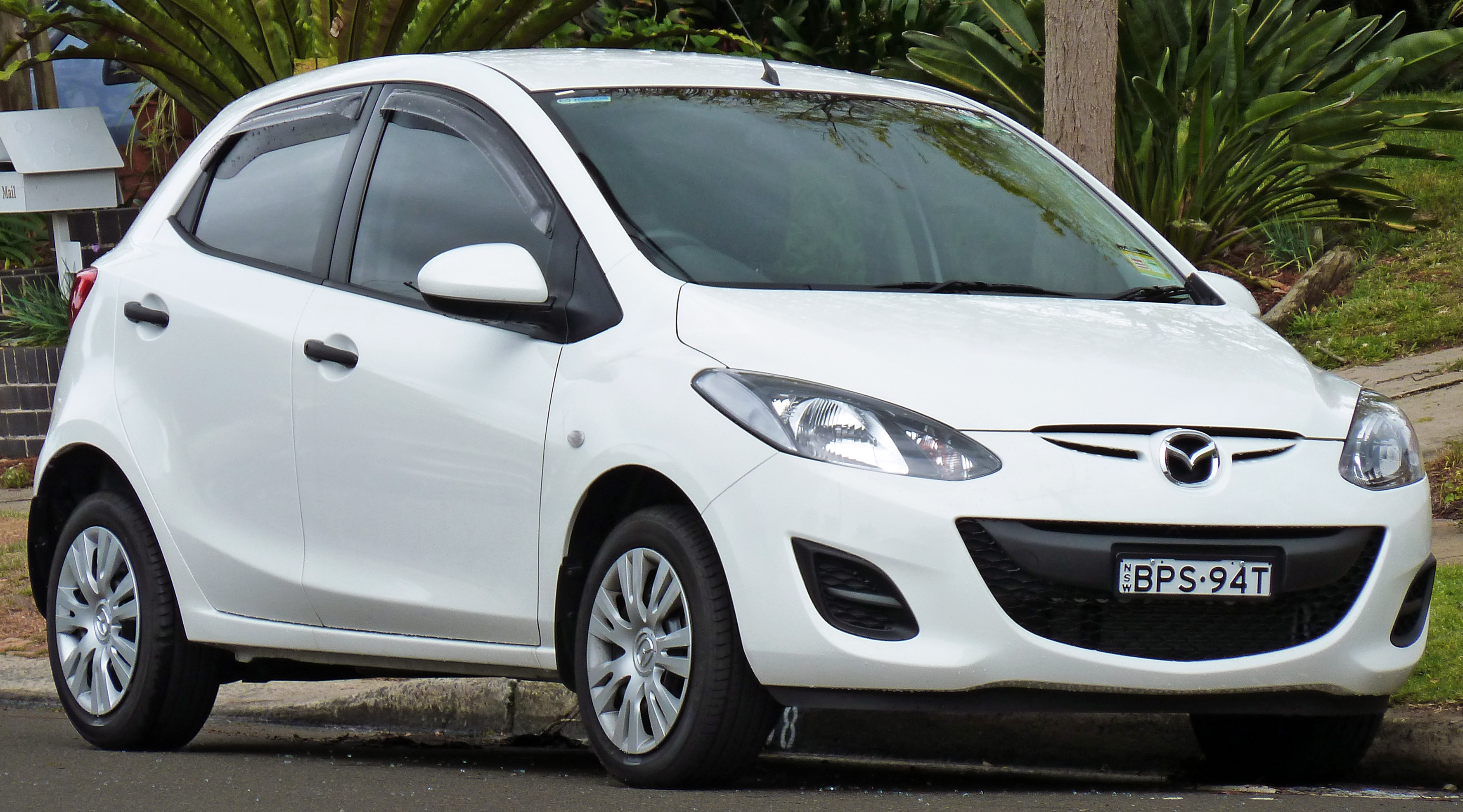
マツダ2（豪州仕様車）
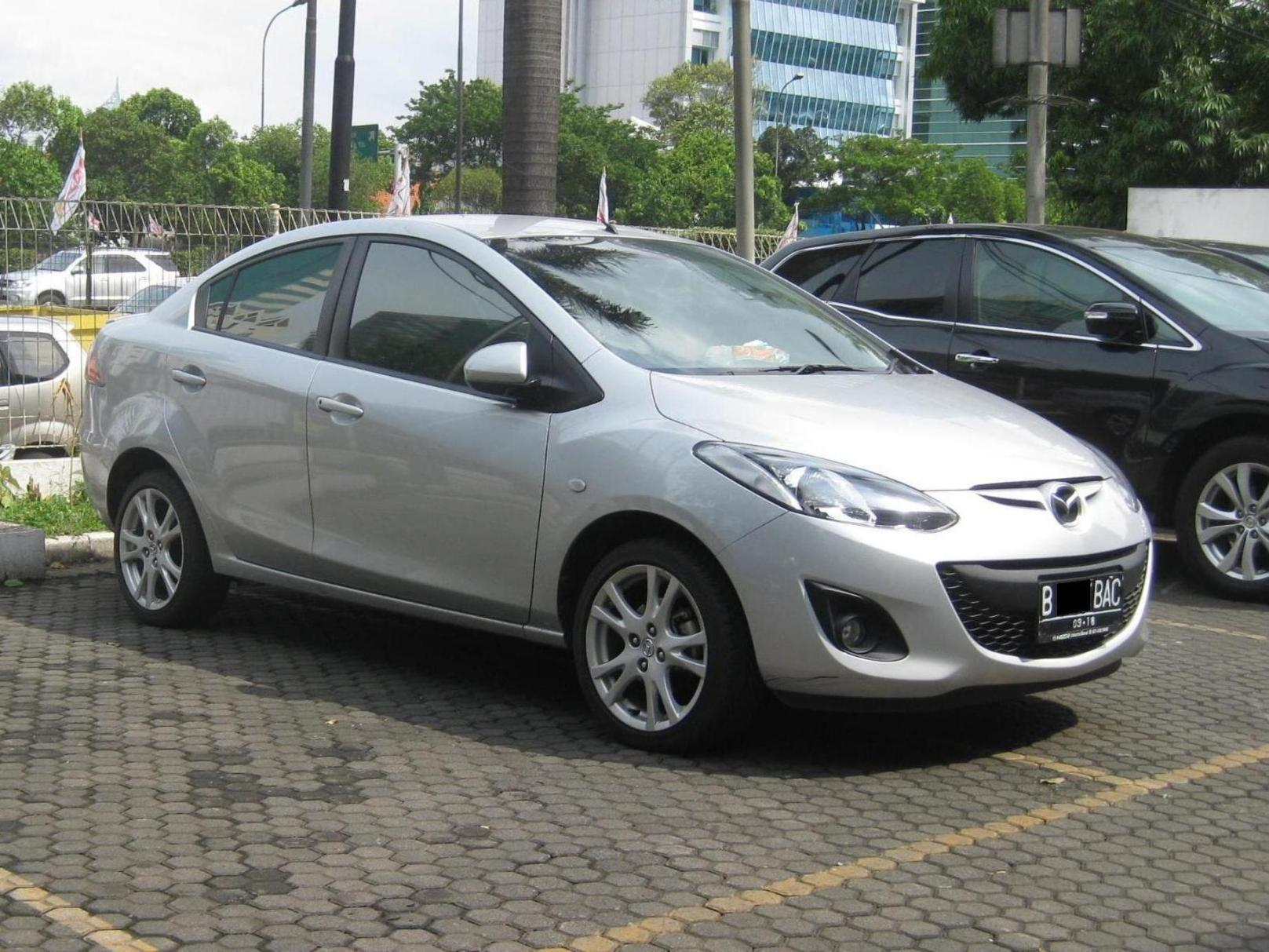
マツダ2 セダン フロント（アジア・オセアニア市場専売）
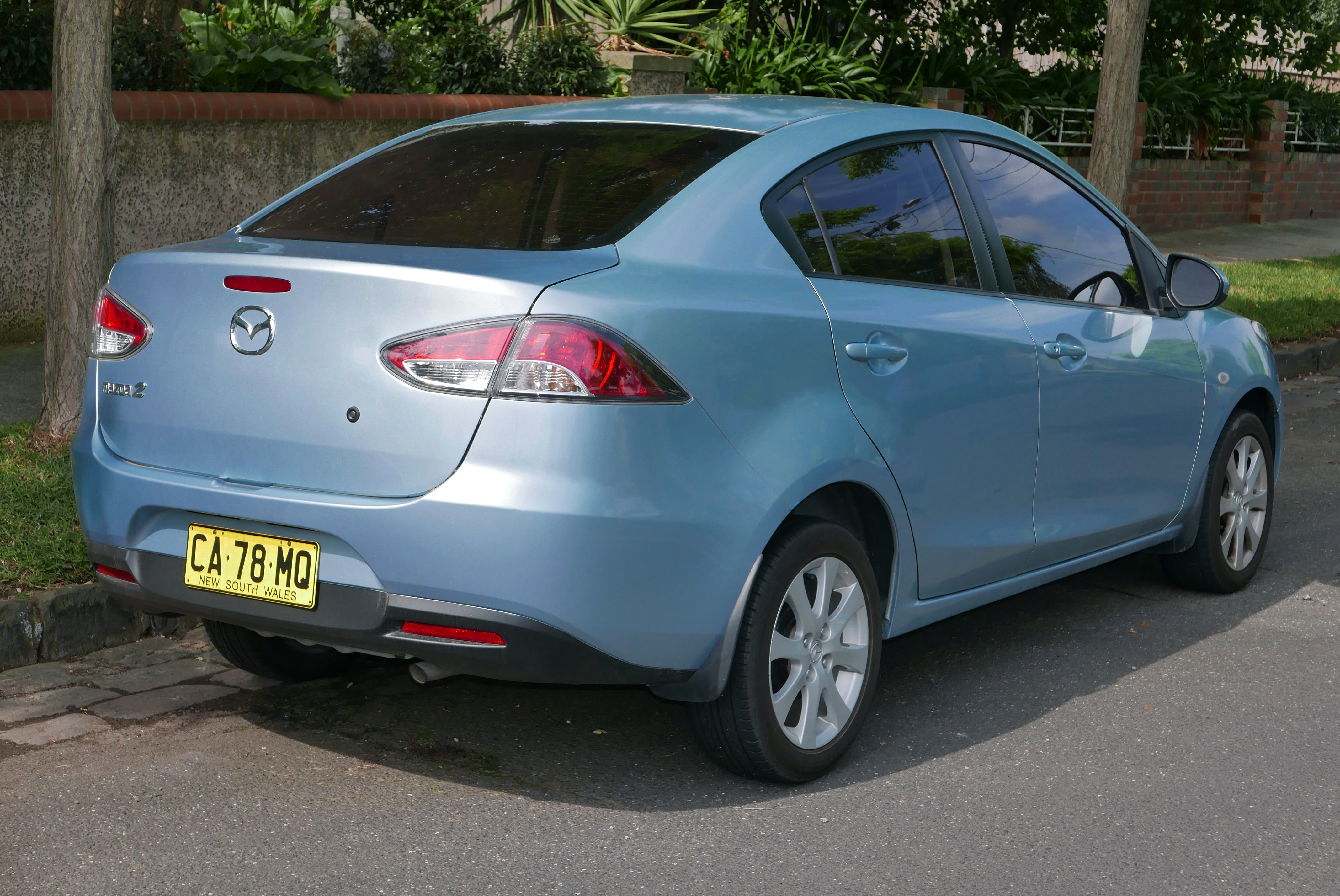
マツダ2 セダン リア（アジア・オセアニア市場専売）

### 年表
- 2007年
  - 2月20日 - 日本名でデミオになる新型Mazda2を2007年3月に開催されるジュネーブモーターショーに出展すると発表[48]。
  - 3月6日 - ジュネーブモーターショーで世界初公開[48]。
  - 5月21日 - 宇品第一工場で製造を開始[49]。
  - 6月4日 - ティザーキャンペーンNEW TARGET. NEW DEMIOを開始。マツダサイト内の「NEW TARGET. NEW DEMIO」では、尾川智子らが出演する動画を配信していた[50]。
  - 7月5日 - 3代目モデルの販売を開始。キャッチフレーズはティザーと同じく「NEW TARGET. NEW DEMIO」で、CMには玉木宏、菊地凛子、冨永愛を起用。当初は「13F」、「13C」、「13C-V」、「13S」、「15C」、「SPORT」の6グレード（「13F」は受注生産のビジネスモデルで、ボディカラーは「アーティックホワイト」と「サンライトシルバーメタリック」の2色のみの設定。）。このうち、「13C」、「15C」、「SPORT」にはMT車も設定されており、「13C」のAT車と「13S」は先代に引き続き、e-4WD車が設定されている[51]。
  - 8月7日 - 発売後1か月での月間計画台数（5000台）の3倍上回る1万5,000台を受注したと発表[52]。
  - 11月14日 - 2007年度RJCカー・オブ・ザ・イヤーを受賞（初代に続く2度目の受賞）。同月19日（現地時間）には、2007年度欧州カー・オブ・ザ・イヤーで、日本車中最高の2位を獲得する[53]。
  - 11月20日 - 広州モーターショーでMazda2の4ドアセダンモデルを発表。のちに中国やタイのマツダとフォードの合弁会社で生産された[54]。
  - 12月19日 - 欧州の衝突安全評価であるユーロNCAPにおいて、成人乗員保護性能にて最高ランクの5つ星を獲得（マツダ車での5つ星獲得は2005年9月に発表されたプレマシーに続き2回目）[55]。
  - 12月20日 - 2007年度RJCカー・オブ・ザ・イヤーの受賞を記念し、「13C-V」並びに「13C（e-4WD車）」をベースに、専用色「ゴールデンレッドマイカ」を含む5色のボディカラーを設定し、専用デザインシート、アドバンストキーレスエントリー&スタートシステム等を装備した特別仕様車「Chiara（キアラ）」を発売[56]。
- 2008年
  - 1月31日 - 3代目モデルの国内生産台数10万台達成。特別仕様車の「Chiara」についても、発売1ヵ月半で578台の受注があった[57]。
  - 3月 - 開催されたジュネーブモーターショーにMazda2の3ドアを出展、その後販売を開始した。製造された車両は全て日本国外向けに送られ、日本国内向けには現時点では販売されていない。よって、デミオの3ドアは存在しない[58]。
  - 3月20日 - 2007年度ワールド・カー・オブ・ザ・イヤー (WCOTY) を受賞（日本車としてはレクサスLS460に続く2度目の受賞となる）[59]。
  - 7月14日 - 一部改良。ボディカラーの新色として「パッションオレンジマイカ」と特別仕様車「Chiara」で設定されていた「ゴールデンレッドマイカ」を追加。ブラックシートの仕様を変更し、ステアリングスポークにシルバーヘゼルを採用（いずれも、「SPORT」を除く）。「13C-V」と「13C」には白色文字盤のタコメーターを追加。また、全車オーディオレス仕様となり、「SPORT」は6スピーカーとなった[60]。
  - 11月17日 - 一部改良。センターパネルをセミグロスブラックメタリックに変更し、内装の一部にシルバー塗装を採用。「SPORT」は新たにアレルバスター（パナソニックの商標）搭載フィルターとフルオートエアコンが標準装備された。ボディカラーは「ゴールデンイエローメタリック」と「ゴールデンレッドマイカ」を廃止し、替わって新色の「アルミニウムメタリック」を追加した[61]。
- 2010年
  - 4月 - マツダ創立90周年を記念し、「13C」をベースに、電動リモコン式カラードドアミラーを電動格納式から手動格納式に、リアシートを分割可倒式（ヘッドレスト上下可動式）から一体可倒式（リアシート一体式ピロー）に変更して装備を一部簡略化したことで価格を抑えた特別仕様車「13C SMART EDITION」を発売。
  - 7月29日 - マツダ創立90周年を記念し、低燃費グレードの「13C-V」をベースに、ディスチャージヘッドランプとフロントフォグランプ、ダークティンテッドガラス（リアドア・リアゲート）を特別装備しながら価格を抑えた特別仕様車「13C-V HID EDITION」を発売。ボディカラーは本グレード専用の赤褐色系「カッパーレッドマイカ」を含む11色を設定した（「カッパーレッドマイカ」の発売は同年9月）[62]。
- 2011年
  - 6月9日 - マイナーチェンジ。キャッチフレーズは「新世代デミオ」で、CM出演者は長友佑都[63]・長友りえ[64]・岡崎慎司。CMソングはナオト・インティライミの「Hello」。
マツダの次世代技術SKYACTIV TECHNOLOGYが初めて市場に投入され、従来の「13S」に替わり、世界一の高圧縮比を誇るP3-VPS型1.3L直噴エンジン「SKYACTIV-G 1.3」とアイドリングストップ機構「i-stop」を搭載したことで30.0km/L（10・15モード燃費）[注釈 7]の低燃費を実現した「13-SKYACTIV」を新設。本グレードではエンジンとCVTを協調制御してトルクを発生させる駆動力制御方式を採用。少ないアクセル操作で意図した速度を出せるのでなめらかな走行を可能にしたほか、エンジンアンダーカバーやリアルーフスポイラーなどの空力パーツの採用によりCd値0.29を実現し、高速走行時の操舵安定性や燃費向上に寄与。さらに、ドライバーの運転操作とエコドライブをサポートする世界初の「i-DM（インテリジェント・ドライブ・マスター）」も搭載。アクセル・ブレーキ・ステアリング操作や車速の変化を検知し、メーター内のディスプレイに表示されたランプの色とゲージの点灯で運転操作に対する判定をリアルタイムで表示。運転終了後には運転操作に対するスコアやアドバイス、スコアを基に3段階に設定されたステージを表示することで運転スキルの上達を実感することができる。この判定基準のデータベースはマツダドライバーの片山義美のドライビングデータが基になっている（彼は非常になめらかで基本的なドライビングスタイルをすることで従来からマツダに於いて評価は高い）。また、エンジンカバーにブルーメタリック塗装を、ヘッドランプにブルーリングを、「SKYACTIV（スカイアクティブ）」と「i-stop」が併記された専用リアバッジ、専用の14インチアルミホイールの採用や専用ボディカラー「アクアティックブルーマイカ」の設定によりマツダの新しい技術総称「SKYACTIV TECHNOLOGY（スカイアクティブ テクノロジー）」の世界観を表現したデザインとなっている。また、DSCやTCS、DSC一体の電子制御式ブレーキアシストを標準装備し、安全性能も高められた。
既存グレードにおいてもリアトレーリングアームのマウント部のブッシュ特性の変更やダンパーチューニング、ボディ剛性を向上させたことで操舵安定性を向上。また、マツダ車独自の5ポイントグリルの新ファミリーフェイスを採用することでスポーティーさを高め、インテリアカラーもブラックかライトグレー（「13C」の2WD車と「13-SKYACTIV」はメーカーオプション装着時のみ）を選べるようになった。ボディカラーは「アーティックホワイト」、「オーロラブルーマイカ」、「パッションオレンジマイカ」を廃止し、替わって「バーガンディーレッドマイカ」を追加した。メーターに瞬間燃費・平均燃費を表示するトリップコンピューターが追加され、「13C」のAT車、「13C-V」、「15C」のCVT車にはエコランプも追加。「SPORT」はスポーティーブラックの専用内装色を設定し、デザインを変更した専用16インチアルミホイールを装備。さらに、欧州車ではほぼ当たり前となっている後席中央席ELR3点式シートベルト+ヘッドレストも全グレードに標準またはオプション装備した。なお従前に採用されていたフロントエアロバンパーと専用グリルは廃止され、他グレードと共通化されている[65]。
マイナーチェンジ後の売り上げは顕著に現れ、発売1か月の売上が月間販売計画の6,000台の2倍以上にあたる13,500台の受注があり、7月単月の車名別国内新車登録台数もマツダ車としては7年4か月ぶりに1万台越えとなった（なお、2004年3月の1万台越えの時もデミオであった）[66]。
  - 11月21日 - 「13-SKYACTIV」が、エコプロダクツ大賞推進協議会会長賞（優秀賞）を受賞する[67]。
  - 11月28日 - 世界累計生産200万台達成を記念し、「13-SKYACTIV」をベースにブラックにレッドパイピングをあしらった専用シートを採用するとともに、本来はメーカーオプション設定となっているダークティンテッドガラス（リアドア・リアゲート）、アドバンストキーレスエントリー（アンサーバック機能付、リアゲート連動）&スタートシステム&アドバンストキー×2、イモビライザーを装備した特別仕様車「13-SKYACTIV Smart Stylish（スマートスタイリッシュ）」を発売。ボディカラーは専用色の「クリアウォーターブルーメタリック」を含む3色を設定した[68]。
  - 12月1日 - 「13-SKYACTIV」が、日本自動車殿堂カーテクノロジーオブザイヤーを受賞[69]。
  - 12月5日 - 「13-SKYACTIV」が、日本カー・オブ・ザ・イヤー実行委員会特別賞を受賞[70]。
- 2012年
  - 3月1日 - 「13C-V」をベースに、ダークティンテッドガラス（リアドア・リアゲート）を装備するとともに、フルオートエアコンをマニュアルエアコンに変更することで価格を抑えた特別仕様車「13C-V SMART EDITION」を発売[71]。
  - 4月3日 - 一部改良。「13-SKYACTIV」は後席6:4分割可倒式シート、後席中央席3点式シートベルト、運転席シートリフターを新たに標準装備するとともに、アルミホイールからスチールホイールにグレードダウン（アルミホイールをオプション設定に変更）するなど装備内容の見直しを行ったことで車両本体価格を5万円値下げ。「平成27年度燃費基準+20%」達成車となった。「13C」の2WD・5MT車も後席6:4分割可倒式シートと後席中央席3点式シートベルトを新たに標準装備するとともに、ドアミラー・ドアハンドルをボディカラー同色に変更。併せて、グレード体系の整理も行い、従来の「13C-V」を廃止し、替わって、同年3月に発売された特別仕様車「13C-V SMART EDITION」をカタロググレードに昇格。「13C」の2WD・4AT車は法人専門グレード（受注生産車）に移行。ボディカラーも一部入れ替えが行われ、「アイシーブルーメタリック」を廃止する替わりに、一旦廃止していた「アーティックホワイト」を「13C」・「13C-V SMART EDITION」・「13-SKYACTIV」専用カラーとして再設定された[72]。
  - 5月30日 - 一部改良。全車スペアタイヤの積載を廃止しパンク修理キットに変更。同年4月にカタロググレード化した「13C-V SMART EDITION」は、リアルーフスポイラーやアンダーカバーを追加した「13C-V SMART EDITION II」に入れ替えた。走行抵抗の低減により燃費を向上し、平成27年度燃費基準を達成。併せて、「13-SKYACTIV」はオプションパッケージの「スポーティーパッケージ」、「コンフォートパッケージ」装着時に選択できるインテリアカラーに「ボーダーブラック」を追加。ボディカラーは「サンライトシルバーメタリック」を廃止する替わりに、「ストーミーブルーマイカ」と2011年11月発売の「13-SKYACTIV Smart Stylish」専用色だった「クリアウォーターブルーメタリック」の2色を追加した[73]。

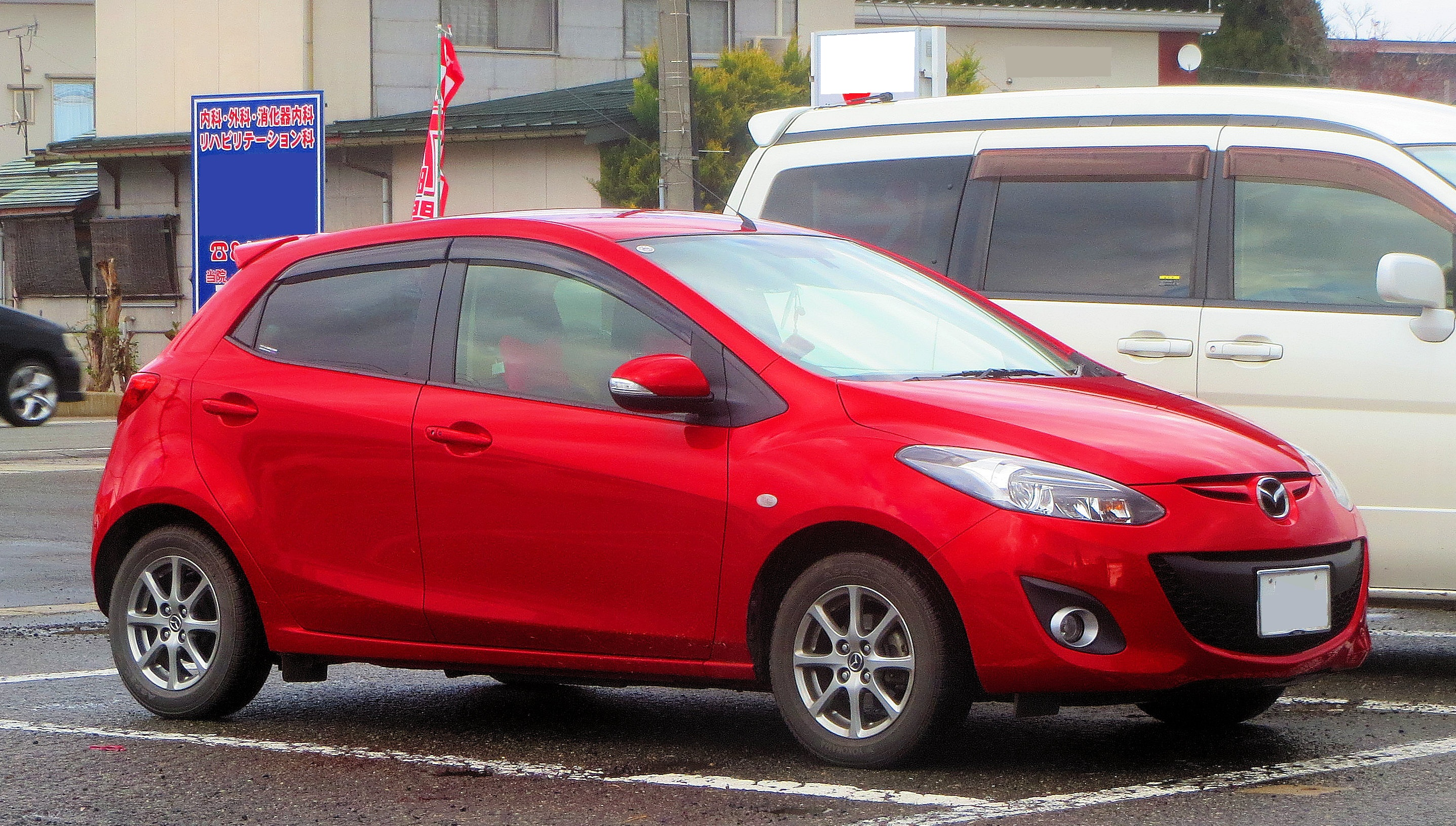
13-SKYACTIV シューティングスター

- 11月 - 仕様変更。「13C」の2WD・4AT車がカタロググレードに復帰したほか、ボディカラーの「メトロポリタングレーマイカ」を「メテオグレーマイカ」に差し替えた。
  - 12月13日 - 「13-SKYACTIV」をベースに、マツダ車では初採用となるLEDヘッドランプ（ロービーム/ハイビーム/ポジションランプ）をはじめ、高輝度塗装14インチアルミホイール、本革巻ステアリング、ダークティンテッドガラス（リアドア/リアゲート）、撥水機能（フロントドアガラス/ドアミラー）、LEDドアミラーウィンカーを装備するとともに、パイピングを追加するなどデザインを変更した「ボーダーブラック」の専用シートを設定した特別仕様車「13-SKYACTIV SHOOTING STAR（シューティングスター）」を発売。ボディカラーは特別設定色の「ベロシティレッドマイカ」を含む5色を設定。セットオプションとして、アドバンストキーレスエントリー&スタートシステム&アドバンストキーx2、イモビライザー、オートライトシステム、レインセンサーワイパー（フロント）をひとまとめにした「コンフォートパッケージ」が設定される。同時にカタロググレードも小変更され、エンジンカバーが水色から黒に変更、専用リアバッジはCX-5や3代目アテンザと同じ「SKYACTIV TECHNOLOGY」エンブレムに変更された[74]。
- 2013年
  - 7月11日 - 一部改良[75]。
ボディカラーは「ブリリアントブラック」、「スピリティッドグリーンメタリック」と入れ替えで「ジールレッドマイカ」、「ジェットブラックマイカ」の2色の新色を追加するとともに、「13C-V SMART EDITION II」にはシートカラーに「13-SKYACTIV」に設定されていた「ボーダーブラック」を追加。「13-SKYACTIV」はメーカーオプションの内容が一部変更となり、「スタイリッシュパッケージ」は「グロッシーダークグレーインテリア」を採用、「スポーティパッケージ」にはフロントフォグランプを追加した。また、LEDヘッドランプ（ロービーム：オートレベリング機構付）を「SPORT」に標準装備、「13-SKYACTIV」にメーカーオプション設定した。
併せて、特別仕様車「13-SKYACTIV SHOOTING STAR」を発展し、LEDヘッドランプをブラックベゼルに、アルミホイールをガンメタリック塗装に、ドアミラーとリアルーフスポイラーをジェットブラック塗装にそれぞれ変更するとともに、本革巻ステアリングとスポーティブラックの専用シートにレッドステッチを施し、フロントフォグランプとボディカラー同色インテリアを装備した「13-SKYACTIV SHOOTING STAR SPORT（シューティングスター スポルト）」とスーパーUVカット・フロントガラス、アンダーブラウン&モダングレーの専用シート、メッキインナードアハンドルを装備した「13-SKYACTIV SHOOTING STAR GRACE（シューティングスター グレイス）」を発売。両者ともに「スタイリッシュパッケージ」が標準装備されるが、後者では本パッケージに組まれている「グロッシーダークグレーインテリア」にドアトリムガーニッシュが追加される。ボディカラーは前者は4色、後者は本仕様車専用色の「ブルーリフレックスマイカ」を含む5色がそれぞれ設定される。
  - 12月12日 - 一部改良[76]。
ボディカラーは「クリアウォーターブルーマイカ」、「ストーミーブルーマイカ」と入れ替えで「ディープクリスタルブルーマイカ」と特別仕様車「13-SKYACTIV SHOOTING STAR GRACE」専用色だった「ブルーリフレックスマイカ」を追加。内装色においても「13C-V SMART EDITION II」と「13-SKYACTIV（「スポーティパッケージ」又は「コンフォートパッケージ」を装着した場合のみ）」に設定されていた「ボーダーブラック」に替わり、「ボーダーブラウン」を追加。また、「13C」のAT車（2WD/e-4WD）と「13C-V SMART EDITION II」にはスーパーUVカットガラス（フロントドア）、サンドベージュのシートカラーとドアトリム（布張り）、アルミニウムメタリックの電動格納リモコン式カラードドアミラー、シャンパンシルバーのシフトパネルとドアトリムガーニッシュで構成された「UVカット&ベージュパッケージ」をメーカーセットオプションとして新たに設定した。
併せて、「13-SKYACTIV」をベースとした特別仕様車「13-SKYACTIV SHOOTING STAR SPORT DYNAMIC ROOF（シューティングスター スポルト ダイナミックルーフ）」と「13-SKYACTIV SHOOTING STAR MAGENTA（シューティングスター マゼンタ）」を発売。前者は「13-SKYACTIV SHOOTING STAR SPORT」の商品テーマである「スポーティ」をより強調したモデルで、「13-SKYACTIV SHOOTING STAR SPORT」の特別装備内容に加え、ピンストライプ入りのルーフフィルムを採用するとともに、本来はメーカーオプション設定の「コンフォートパッケージ」が追加で標準装備される。後者は「13-SKYACTIV SHOOTING STAR GRACE」の商品テーマである「エレガンス」を踏襲しつつ、専用シートやステアリング本革巻きのステッチにマゼンタカラーを配してより上質に進化したほか、カラードドアミラーをシルバー（高輝度塗装）に変更し、本革（シート側面・背もたれの背面、ヘッドレストは合成皮革）とフラットウーブンを組み合わせたハーフレザーシートを追加した。なお、同年7月に発売された「13-SKYACTIV SHOOTING STAR SPORT」は継続販売される。
- 2014年
  - 8月[77] - 生産終了。在庫対応分のみの販売となる。
  - 9月11日 - 販売終了。マツダ公式ホームページにおける掲載も終了。

### デミオEV
2012年7月6日、デミオをベースにした電気自動車「デミオEV」のリース販売を、同年10月から開始することを発表した。計100台を自治体や法人向けに販売予定で、価格を357万7000円としている。
電池を床下に「広く薄く」配置することで、ベース車と比較して地上高を15mm上げたのみで、ベース車同等の車内空間を確保。重量配分もベース車の「前65・後35」が「前60・後40」と改善されている。電池搭載のため車体も強化されたことで剛性があがり、走行特性が良くなっている。フル充電で200km走行可能。社内計測値で「交流電力量消費率」も1kmあたり100ワットと、世界最高性能になっている。オプションで、非常電源として使える「100ボルト給電システム」を用意している。
モーターは、安川電機のレアアースを使用せず酸化鉄を利用したモーターを採用。工夫して、中間に短絡させる回路を追加し、高回転形と低回転形両方の特性を持たせたモーターにしている。
10月4日より販売開始。1号車は広島県に納入された。
2013年12月には走行距離の延長を目的に、ロータリエンジンを使用したレンジエクステンダーシステムを搭載した試作車を、報道各社向けに公開。0.33Lのシングルローターのシステムを搭載し、従来車の航続距離200kmと比較して、さらに180km伸ばしている。

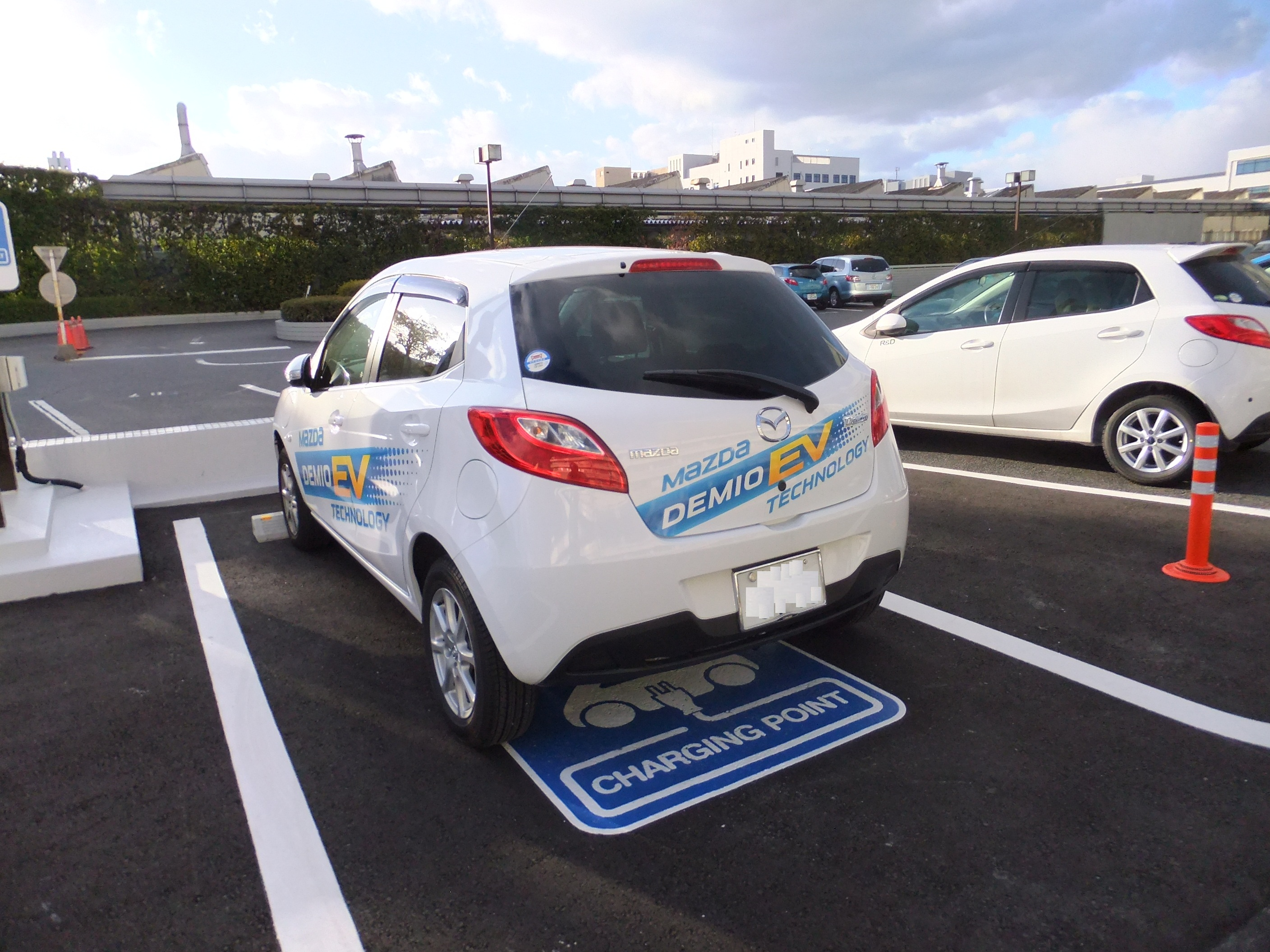
リア

## 4代目 DJ系（2014年 - ）
2014年7月17日、防府工場での生産を開始し、概要が発表された。生産は日本の他、メキシコ、タイで行われ、年間販売台数は世界20万台、国内6万台を目標としている。
外観はデザインテーマ「魂動 -Soul of Motion」をコンパクトカーに合わせて再構築し、エネルギーの凝縮と解放による爆発的な前進感のある骨格をテーマに、大径タイヤを極限まで四隅に配置。ボディサイズは先代モデルに対して、全長が160mm延長され4,060mm、ホイールベースが80mm延長され2,570mmとそれぞれ拡大。また、全高は2WD車が25mm、4WD車が50mm高くなり、それぞれ1,500mm/1,525mmとなったが、全幅は3代目と同寸の1,695mmで5ナンバーサイズを維持した。3代目後期型から一部グレードで導入されていたLEDヘッドランプは野生動物の鋭い目に見立てたデザインの4灯式となり、シグネチャーウィングは端正ながら生き生きとした表情と生命感あふれる立体的な造形となる。また、3代目までリア左側に装備されていた「MAZDA」ロゴエンブレムがなくなり、車名エンブレムは「Demio」から「DEMIO」に変更したうえで、リア右側からリア左側に移動した。「SKYACTIV TECHNOLOGY」エンブレムは3代目から継続して装着されているが、ディーゼル車の「XD」系は赤字の"D"を右側に配した「SKYACTIV-D」装着車専用エンブレムを装着している。
インテリアは、フロントタイヤを3代目よりも80mm前方に配置することでドライバーが自然に足を伸ばした位置にペダルがあるレイアウトを実現し、アクセルペダルにオルガンペダルを採用。また、最適なドライビングポジションをとれるように、シートスライド量を260mm確保するとともに、ステアリングは上下45mm・前後50mmのチルト&テレスコピック調節機能を備えた。併せて、フロントピラーを3代目よりも80mm後退することでワイドな前方視界を確保した。コックピットは安全性を最優先し、前席空間を運転に直接関係する「走るために必要な情報」を司るゾーンとそれ以外の「コミュニケーション情報」を司るゾーンに大別して表示系や操作デバイスを配置した「Heads-up Cockpit（ヘッズ-アップ・コックピット）」コンセプトを採用し、3代目アクセラで採用したカー・コネクティビティ・システム「MAZDA CONNECT（マツダコネクト）」も採用した。マツダコネクトを採用するため、2DINサイズのナビゲーションは装着不可となるが、4代目デミオでは一部グレードにディーラーオプションのJVCケンウッド製ナビゲーション（マツダスマートナビゲーション）を装着するためのオーディオレス仕様車が設定される。内装はサテンクローム、光沢カラーパネル、カーボン調シボ、レザー、ステッチが採用されたほか、インテリアカラーはインパネ・コンソール・ドアアームレストなど、複数の色と素材を組み合わせた4種類を設定した。
エンジンはガソリンエンジンに加え、新開発のディーゼルエンジンが設定された。ガソリンエンジンは先代モデルの途中から搭載された「P3-VPS」型1.3L直噴ガソリンエンジン「SKYACTIV-G 1.3」を改良して1.3L車全グレードに搭載。最高出力は、8PS(6kW）向上し、92PS（68kW）、最大トルクは0.9kgf･m（9N･m）アップの12.3kgf･m（121N･m）を発生する。なお、先代モデルに搭載していたZJ-VE型、ZJ-VEM型1.3Lガソリンエンジン、ZY-VE型1.5Lガソリンエンジンは廃止された。また、2018年8月の商品改良実施時に、1.5Lを排気量を拡大した「P5-VPS」型に換装した。(詳細は、下記年表の「2018年8月30日」を参照）
2015年9月に追加された「15MB」には「P5-VPS」型1.5L直噴ガソリンエンジン「SKYACTIV-G 1.5」を搭載した。(詳細は、下記年表の「2015年9月24日」を参照）新搭載となるディーゼルエンジンは、「S5-DPTS」型1.5Lディーゼルターボ「SKYACTIV-D 1.5」を採用。AT車は2.5Lガソリンエンジン車に匹敵する最大トルク250N・m（MT車の最大トルクは220N・m）の高トルクを発揮し、MT車は、ハイブリッド車を除く登録車では最高レベルとなるJC08モード燃費30.0km/Lの優れた低燃費を実現した。なお、「XD Touring」・「XD Touring L Package」のAT車にメーカーオプションとなる減速エネルギー回生システム「i-ELOOP（アイ・イーループ）」を搭載した場合、エンジン形式名は「S5-DPTR」型となる。最高出力・最大トルクともに「S5-DPTS」型と共通だが、JC08モード燃費が0.2km/L向上する。
トランスミッションは刷新され、AT車は「SKYACTIV-DRIVE」を採用して6速に多段化。MT車は「SKYACTIV-MT」を採用し、1.3Lガソリン車（「13C」を除く）は5速MT、ディーゼル車では6速MTとなる。3代目で設定されていたCVTは本代では廃止された。4WD車はCX-5に採用しているアクティブトルクコントロールカップリング方式の4WDシステムを採用し、優れた走破性・車両安定性を実現するとともに、3代目のe-4WDに比べて20%軽量化されたことで燃費も向上された。さらに、軽量高性能シャシー「SKYACTIV-CHASSIS」とコンパクトカーに合わせて改良された軽量高剛性ボディ「SKYACTIV-BODY」も導入された。先進の安全技術「i-ACTIVSENSE（アイ・アクティブセンス）」も導入され、スマート・シティ・ブレーキ・サポート（SCBS）を「13C」を除く全車に標準装備し、ブラインド・スポット・モニタリング（BSM）とバックで後退する際に接近してくる車両を検知してドライバーに知らせるリア・クロス・トラフィックアラート（RCTA）をディーゼル車にセットオプション設定した。
| エンジン             | 排気量 (cc) | タイプ                              | 最高出力 (kW (PS)/rpm) | 最大トルク (Nm (kgfm)/rpm) | 備考                 |
| -------------------- | ----------- | ----------------------------------- | ---------------------- | -------------------------- | -------------------- |
| P3-VPS型             | 1,298       | 直列4気筒 直噴DOHC                  | 68 (92) /6,000         | 121 (12.3) /4,000          | 2014年9月-2018年8月  |
| P5-VPS型             | 1,496       | 直列4気筒 直噴DOHC                  | 85 (116) /6,000        | 148 (15.1) /4,000          | 15MB専用：2015年9月- |
| P5-VPS型             | 1,496       | 直列4気筒 直噴DOHC                  | 81 (110) /6,000        | 141 (14.4) /4,000          | 2018年8月-           |
| S5-DPTS型            | 1,498       | 直列4気筒 直噴DOHC ディーゼルターボ | 77 (105) /4,000        | 220 (22.4) /1,400-3,200    | 2WD車                |
| S5-DPTS型/ S5-DPTR型 | 1,498       | 直列4気筒 直噴DOHC ディーゼルターボ | 77 (105) /4,000        | 250 (25.5) /1,500-2,500    | 4WD車                |

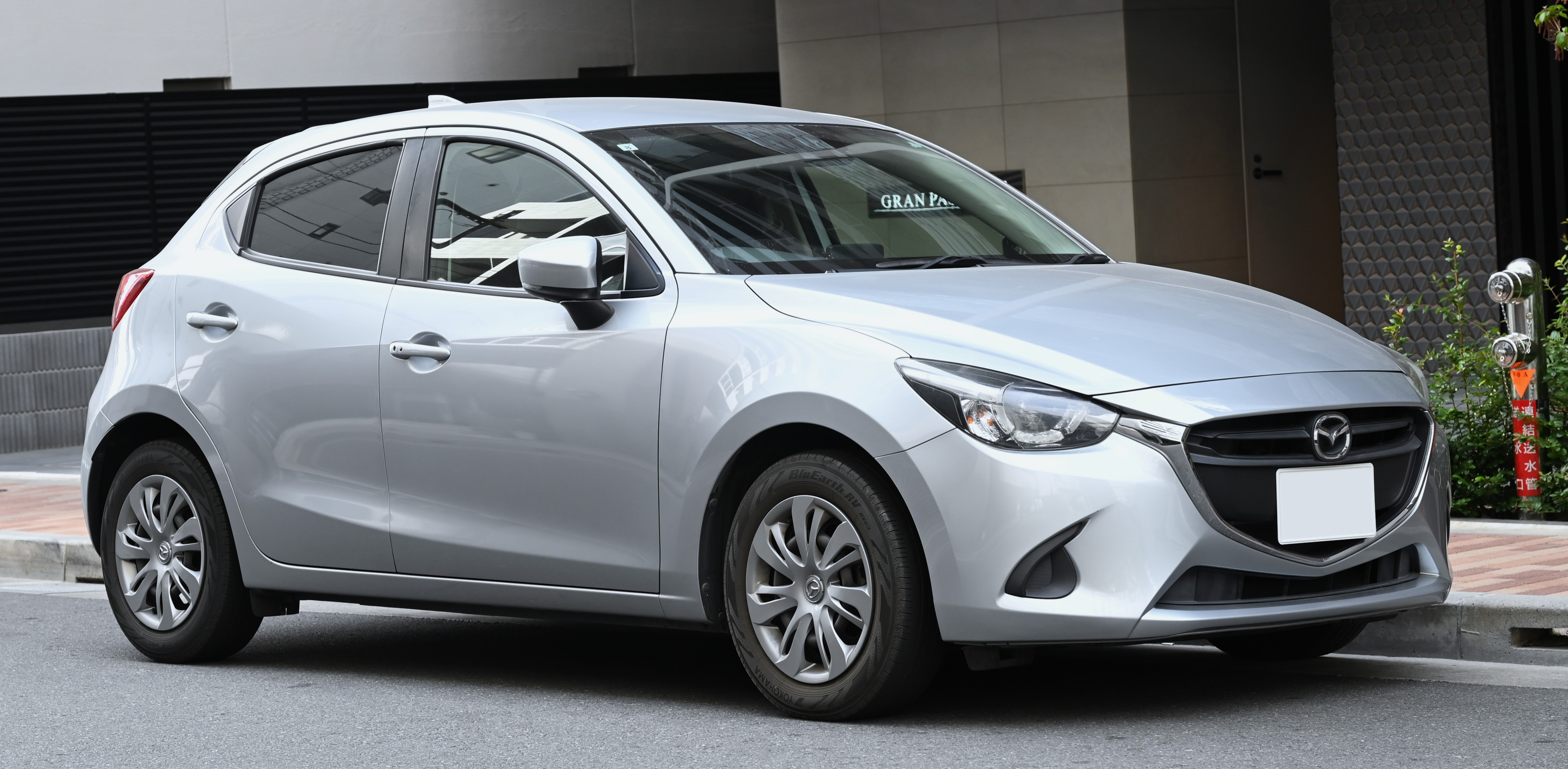
2014年9月販売型 S （2014年9月-2019年7月） フロント
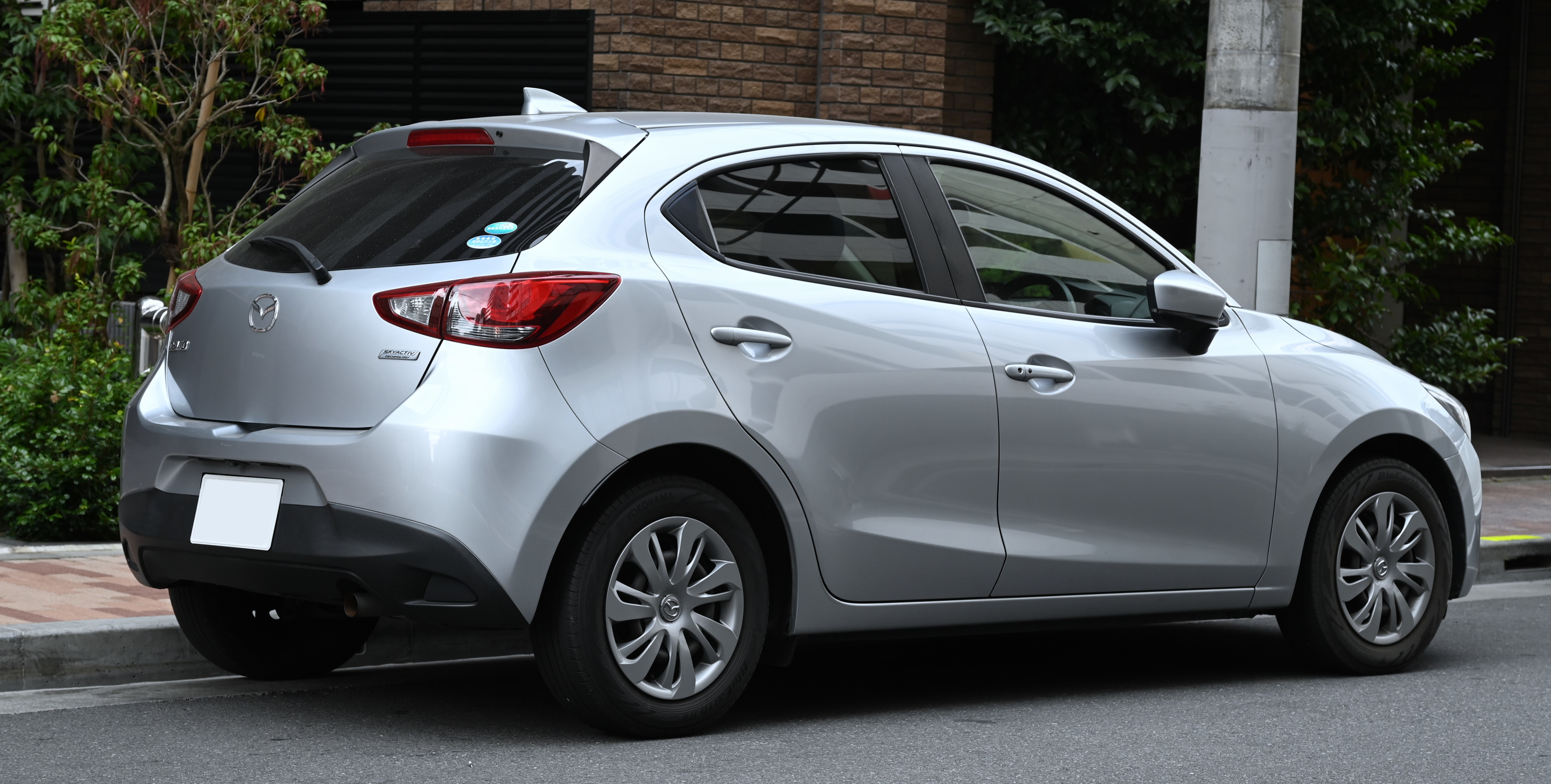
2014年9月販売型 S （2014年9月-2019年7月） リア
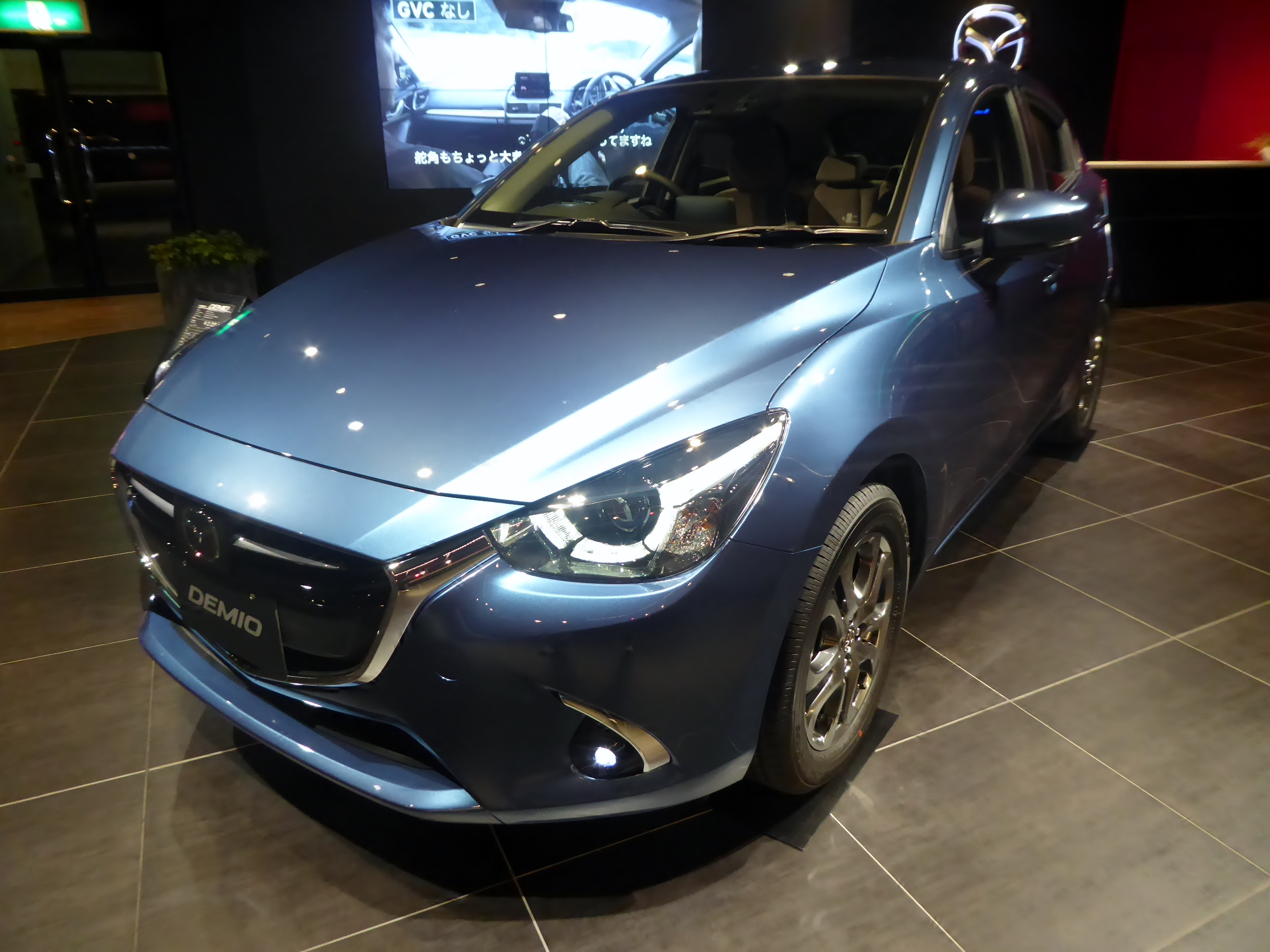
特別仕様車「Tailored Brown」フロント
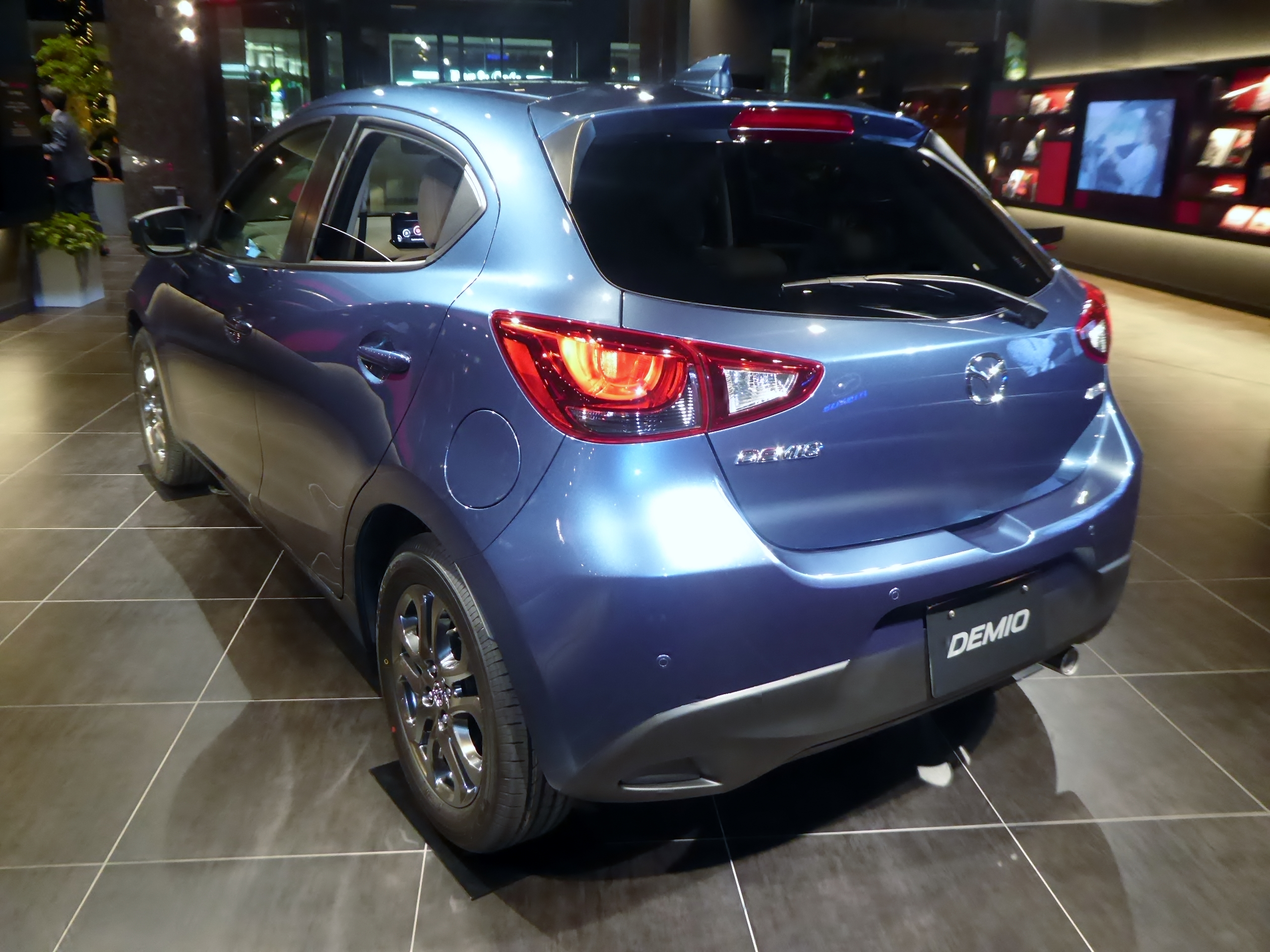
特別仕様車「Tailored Brown」リア
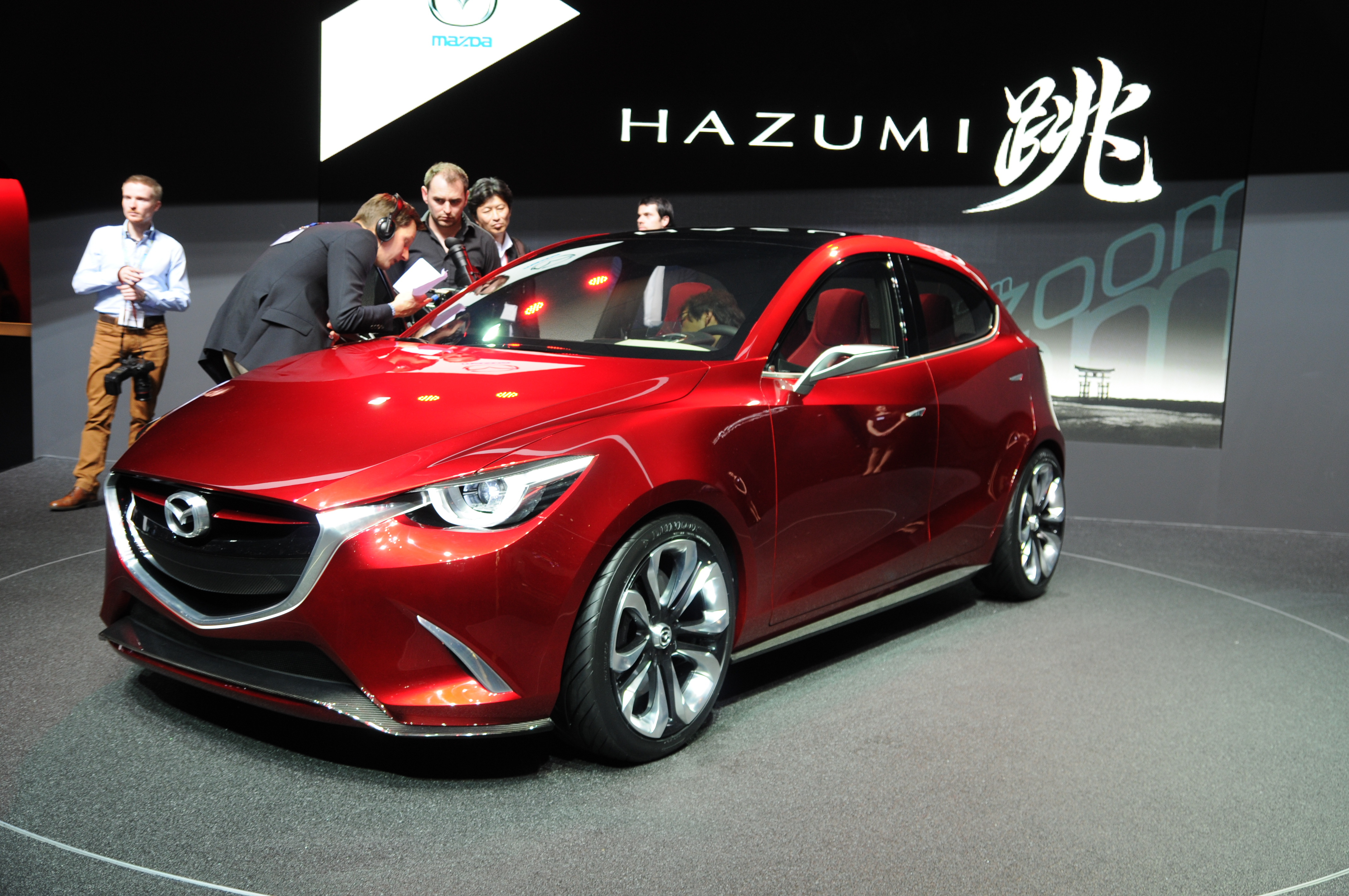
跳(HAZUMI)
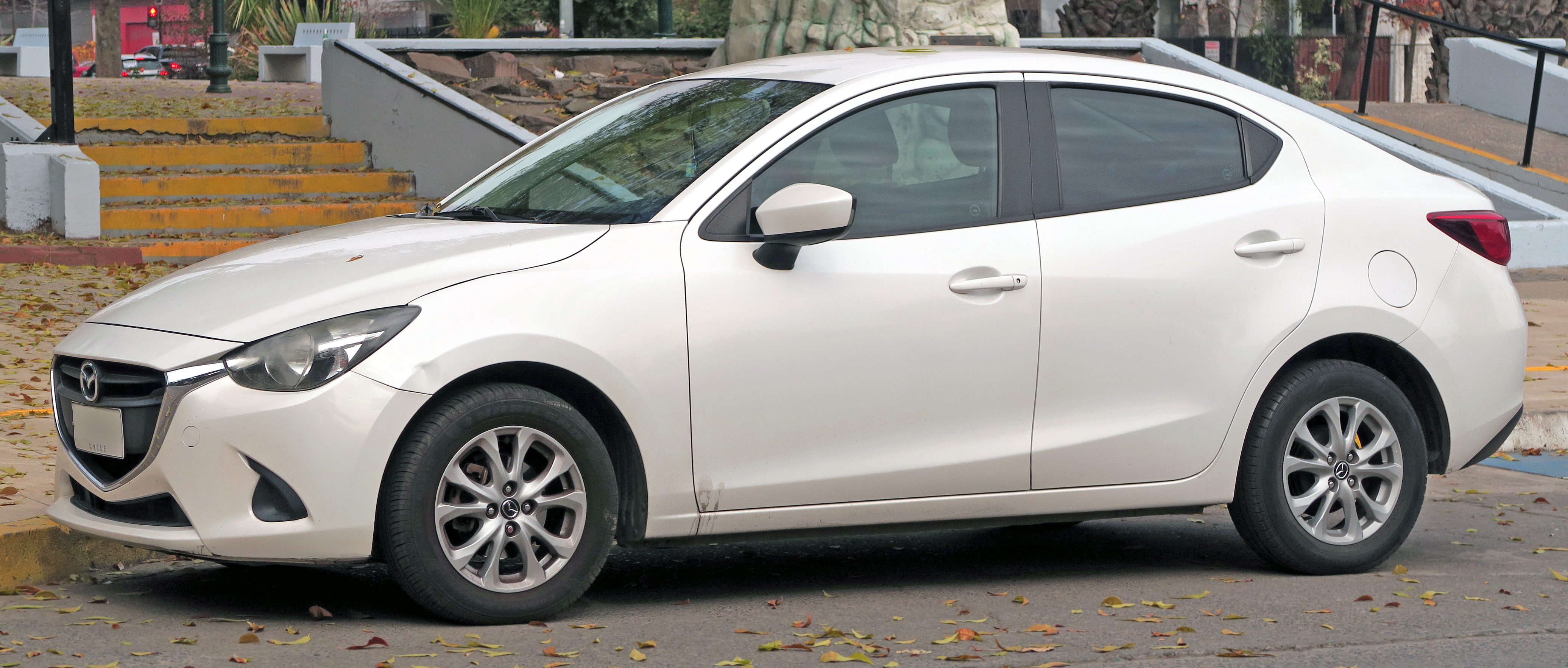
マツダ2セダン フロント
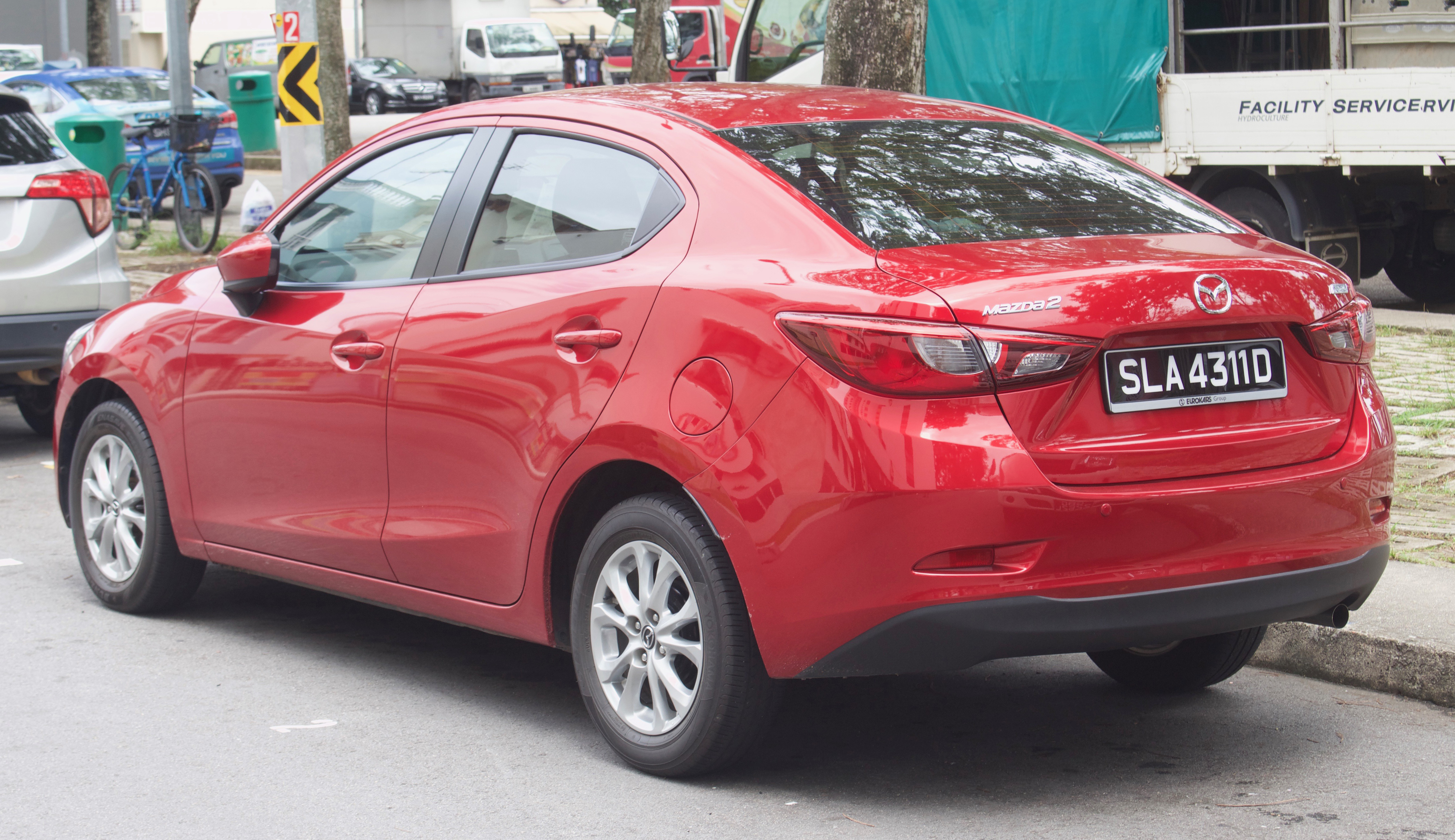
マツダ2セダン（シンガポール仕様） リア

### マツダ教習車（DJ系改・2019年 - ）
マツダで販売されてきた教習車（マツダ教習車）は2004年から3代連続でアクセラセダンがベースのものとなっていたが、2019年4月24日に、PDI（納車前検査）を通過したMAZDA2（デミオ）のセダン（海外専売車種）のタイ仕様車（右ハンドル車）をベースとした車両をマツダE&Tの手で教習車仕様として架装・改装したモデルに移行し、同年5月27日から販売することを発表した。ベース車種の変更について、マツダでは「教習生が初めて乗るクルマとしての取り回しの良さを考えたときに、（アクセラのような3ナンバーサイズではなく）5ナンバーサイズがベストと判断した」と説明している。また、日本で導入されているハッチバックモデルではなくセダンタイプを導入した理由については、国が定める教習車の規定が「全長4.4m（4,400mm）以上」と定められているためであるという（先述した通りベース車両の全長は4,320mmとなり4,400mmに満たないため、オーバーライダーの機能を併せ持った「仮免許練習中」標識用プレートホルダーを前後のバンパーに架装・装着、さらに大型のリヤバンパープロテクターを架装・装着して車両の全長を4,400mm以上に達するように延長させている）。
パワートレインは教習車で初めて「SKYACTIV TECHNOLOGY」が導入され、「SKYACTIV-G 1.5」（P5-VPS型）に、6速MT「SKYACTIV-MT」又は6速AT「SKYACTIV-DRIVE」が組合わせられ、制御技術である「G-ベクタリングコントロール（GVC）」も装備される。アイドリングストップは装備されない。
教習車特有の装備も多数備えており、指導員席シートリフター（ラチェットレバー式）、指導員用のモニターや防眩インナーミラーが採用され、指導員用アウターミラーは左右アウターミラー間寸法からはみ出ないように設計された。シートには振動吸収ウレタンが採用され、タイヤ・ホイールは15インチ（185/65R15）とし、リアバンパープロテクターを装備。クラッチディスクは耐摩耗性を高めた大径タイプを、ヘッドランプやフットランプはLEDが採用された。インパネ中央には教官用スイッチ類（ホーンスイッチ・ドライバー席足下灯スイッチ・教官用デジタルスピードメータ(トリップ計との切り替えあり)・ウインカーインジケータ）が装備される。長時間乗車する教官の為に助手席足下のエア吹き出し口には不織布が貼られている。そのほか、パンク修理キットに代わってテンパータイヤが積載され、オーディオはセグメント液晶オーディオディスプレイ（AM/FMラジオ付）となり、スピーカーはフロントドアとリアドアの4スピーカーとなる。さらに、坂道発進教習のために坂道発進補助装置であるヒル・ローンチ・アシスト（HLA）が省かれ、運転技能習得のためブラインド・スポット・モニタリング（BSM）とアドバンスト・スマート・シティ・ブレーキ・サポート（アドバンストSCBS）も省かれる。
タイ生産のMAZDA2セダンがベース車両であるが運転席ドアスイッチ・コーションラベル類は日本仕様である。タイ国内販売車両に装備されるリヤトランクスポイラーは装備されず、アウターハンドルのプッシュスイッチも装備されない。
ステアリングに装備されるエアバッグは日本仕様と異なるダブルエアバッグ仕様となる。エアバッグ自体も運転席・助手席に加え、側面からの衝突の際の乗員保護を目的にカーテンエアバッグとフロントサイドエアバッグも装備される。
準備されるボディ色はソウルレッドクリスタルメタリック（有料色）、マシーングレープレミアムメタリック（有料色）、エターナルブルーマイカ、ジェットブラックマイカ、スノーフレイクホワイトパールマイカ（有料色）、アークティックホワイト、ソニックシルバーメタリックの7色（後にエターナルブルーマイカが廃止され、2025年7月時点では6色）、内装はブラック(ストライプ)クロスのみとなる。ホイールはスチール+フルホイールキャップが標準だがアルミホイールもメーカーオプションとして選べる。
なお、このマツダ教習車は法人向け専売車両とされ原則として個人販売はされない。

### トヨタへのOEM供給
2011年10月、マツダは住友商事との合弁でメキシコ工場を起工し、円高を回避して中南米向けに輸出を行う拠点作りに着手した。しかし2012年3月にメイン市場のブラジルが、経済的事由によりメキシコからの輸入車を関税無しから高関税へと切り替え、さらに輸出額の制限もすることで合意。2013年から輸出予定であったマツダはブラジル市場から締め出される格好になり、稼働率の大幅な低下の危機に晒された。
そこでサイオンブランドのラインアップを強化したがっていたトヨタとの利害が一致し、2012年11月9日にデミオをベースにしたトヨタ自動車北米向け小型車を、2015年夏より年間5万台程度OEM生産することに合意し、この事態に対処した。
2015年4月のニューヨーク国際オートショーで、MAZDA2（デミオ）セダンをベースにしたサイオン・iAを初公開し、9月から販売を開始した。なお、この提携の関係により北米向けMAZDA2が廃止されている。
2016年にサイオンブランドは廃止されたが、iAはその後、トヨタ・ヤリスiAを経てトヨタ・ヤリスセダンとして販売が継続され、更に2019年秋以降より北米向けヤリスにMAZDA2ベースのハッチバックモデルが追加された（以後、北米向けヤリスはMAZDA2ベースのみとなる）。北米向けにヤリス等として供給される車両はガソリンエンジンのみの設定である。
2017年のヤリスiAの北米販売台数は36,000台で、マツダ・CX-3の16,000台を倍以上上回ったものの、それ以上は伸び悩み、2020年6月〜8月にかけて各国で順次販売終了となった。

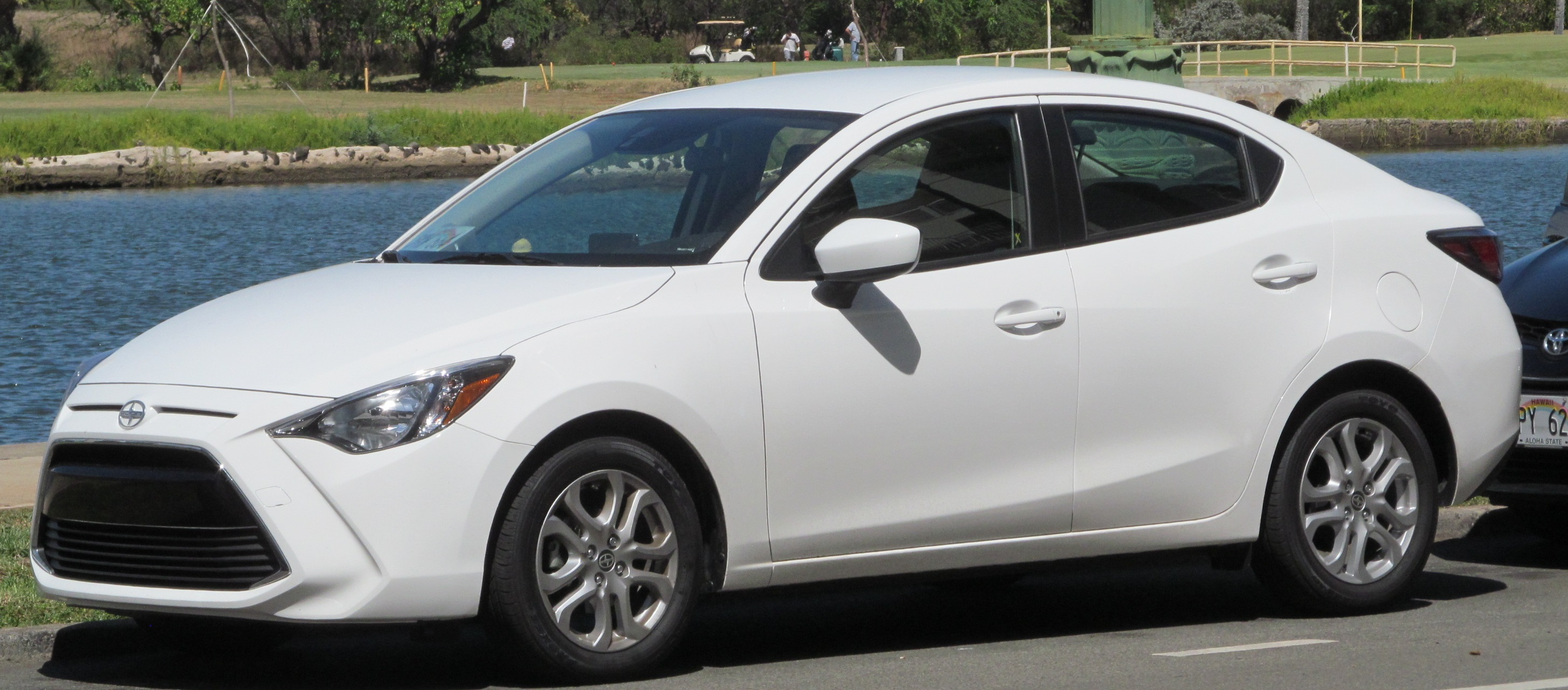
サイオン・iA フロント
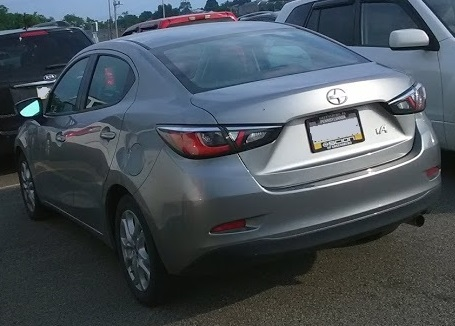
サイオン・iA リア
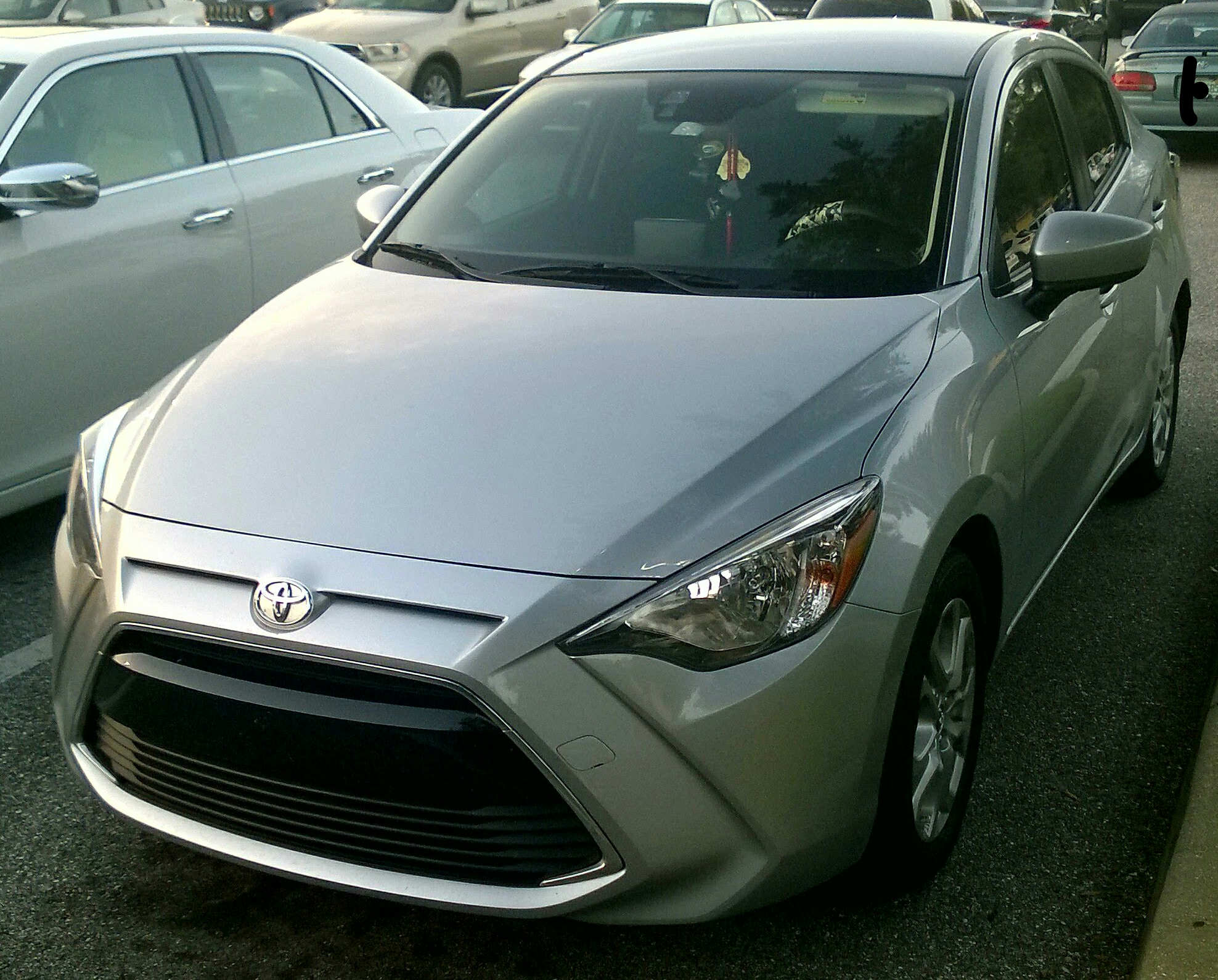
ヤリスiA フロント
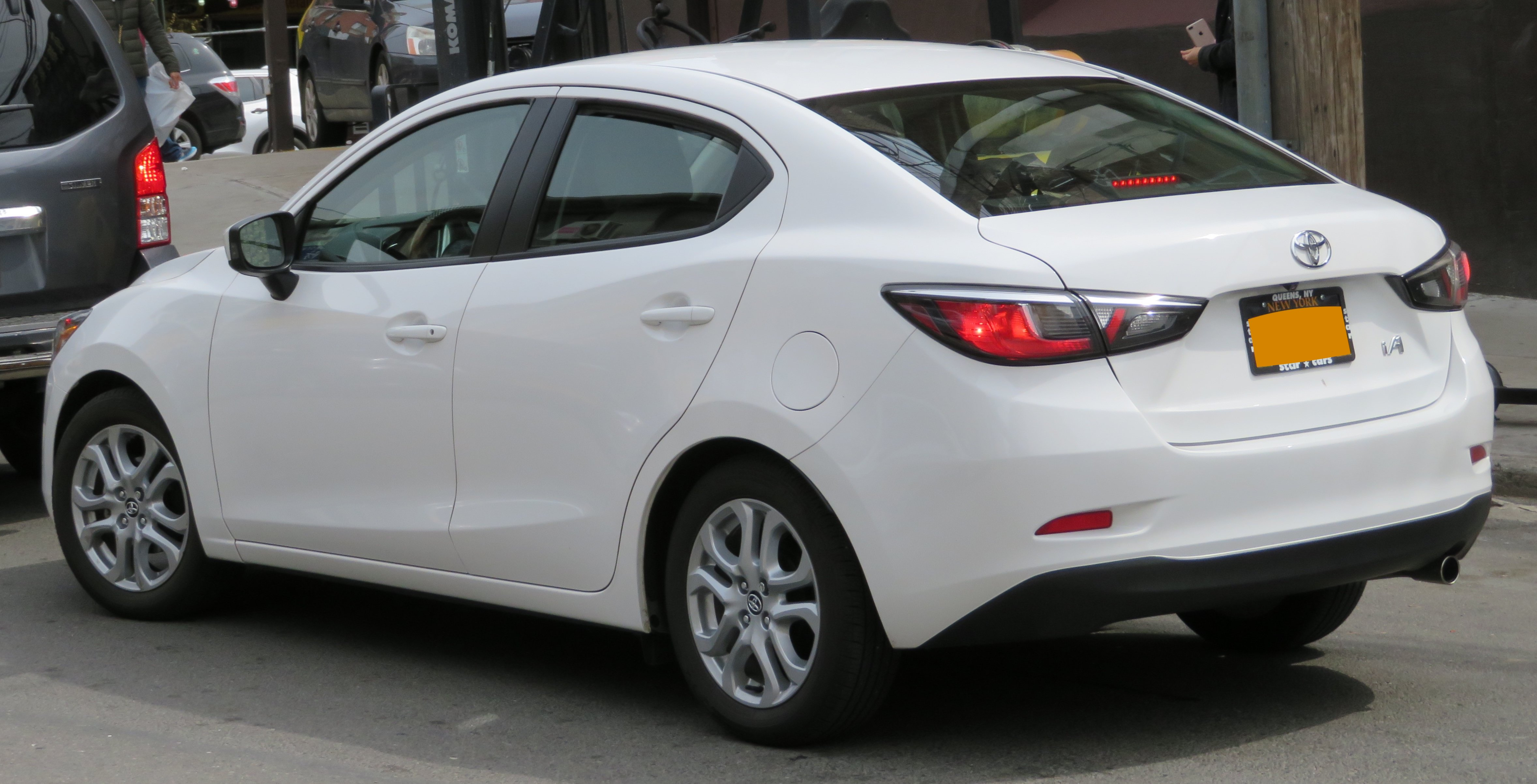
ヤリスiA リア
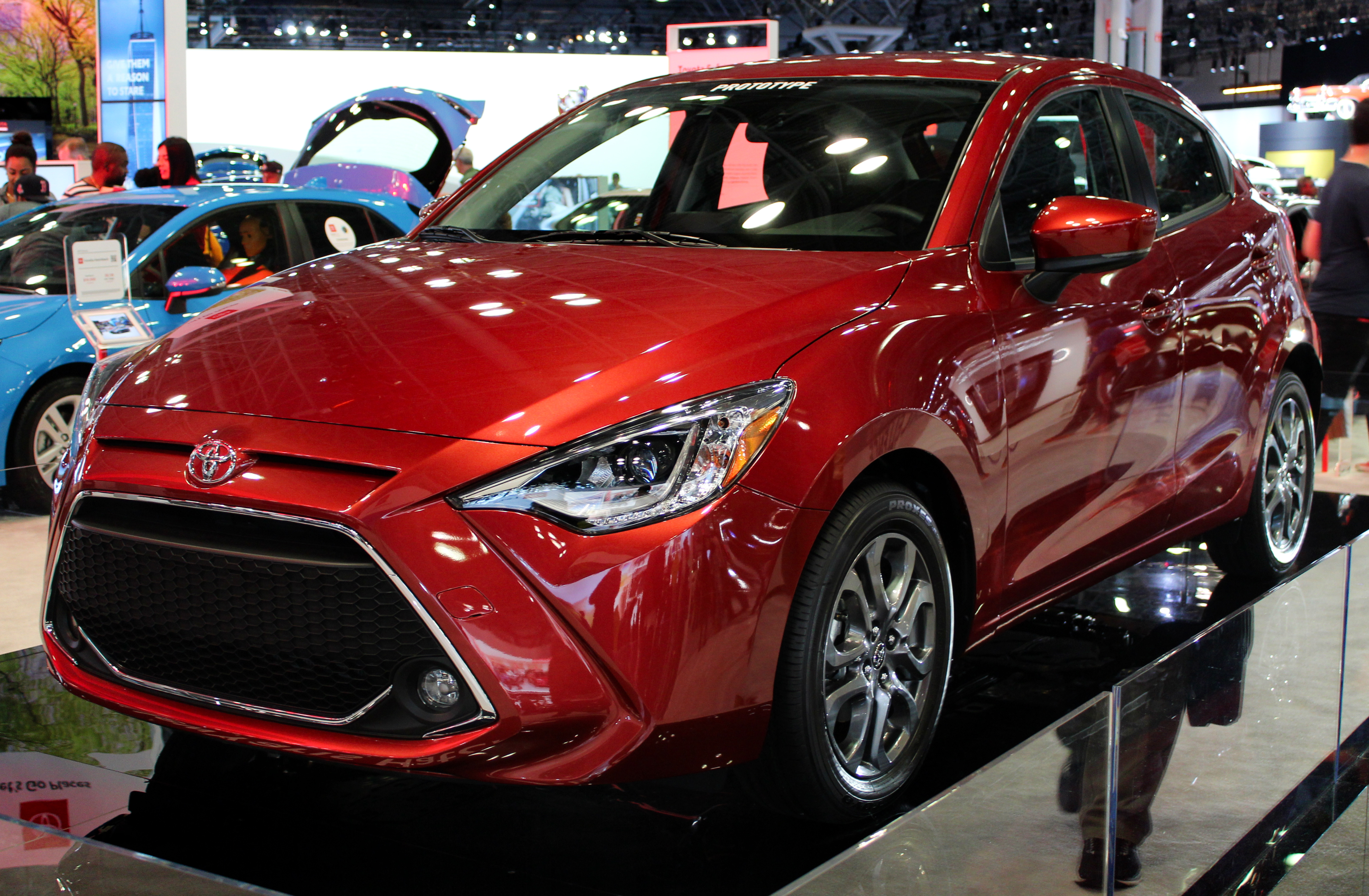
ヤリスハッチバック （2020年型）

### 年表
2014年3月5日
ジュネーブモーターショーにてコンセプトモデル「跳（HAZUMI）」を世界初公開。
合わせて、新開発の小排気量クリーンディーゼルエンジン「SKYACTIV-D 1.5」も世界初公開した。
2014年6月10日
新開発のディーゼルエンジン「SKYACTIV-D 1.5」を新型デミオに搭載する事を発表。
2014年7月17日
4代目モデルの生産を防府第1工場で開始。同時に、デザインを世界初公開。
2014年9月11日
フルモデルチェンジ。予約販売を開始。
ガソリン車（2WD)を9月26日、ディーゼル車（2WD)を10月23日、4WD車を12月に発売すると発表。
グレード構成は、直列4気筒1.3L「SKYACTIV-G 1.3」（P3-VPS型）を搭載する「13C」・「13S」・「13S L Package」の3機種。直列4気筒1.5Lディーゼルターボ（「S5-DPTS」型。「i-ELOOP」装着型は「S5-DPTR」型）を搭載する「XD」・「XD Touring」・「XD Touring L Package」の3機種をそれぞれ設定。1.3Lガソリン車は、全機種に6速AT「SKYACTIV-DRIVE」(6EC-AT)を設定するほか、「13S」・「13S L Package」の2WD車には5速MT（SKYACTIV-MT）を選択可能。1.5Lディーゼル車は、全機種に6速AT「SKYACTIV-DRIVE」(6EC-AT)を設定。2WD車には6速MT（SKYACTIV-MT）も設定する。
ボディカラーは、新色の「スモーキーローズマイカ」、「ダイナミックブルーマイカ」の2色に加え、新設定の「スノーフレイクホワイトパールマイカ（特別塗装色）」、「ソウルレッドプレミアムメタリック（特別塗装色）」、「チタニウムフラッシュマイカ」、先代から継続設定となる「アルミニウムメタリック」、「メテオグレーマイカ」、「ジェットブラックマイカ」、「ディープクリスタルブルーマイカ」、「ブルーリフレックスマイカ」を含む全10色を設定。また、13C、13S、XDには、前述のボディカラーに加え、先代と同様「アークティックホワイト（受注生産）」の設定がある。
2014年9月17日
タイで新型「Mazda2」（日本名：デミオ）の生産を開始。
2014年10月13日
「2014-15 日本カー・オブ・ザ・イヤー」を受賞。
2014年10月23日
メキシコで新型「Mazda2」（日本名：デミオ）の生産を開始。
2014年11月4日
2014年度グッドデザイン金賞を受賞。
2014年11月13日
新型「Mazda2」が独「ゴールデンステアリングホイール賞（スモールカーカテゴリー）」を受賞。
2014年11月21日
新型「Mazda2」セダンを世界初公開。
同月28日から開催される「タイ国際モーターエキスポ2014」にて、「Mazda2セダン」を世界初公開すると発表。なお、タイでの販売は、既に生産を開始しているハッチバックと共に、2015年初頭を予定。
2015年4月8日
同月11日から開催される「モータースポーツジャパン2015 フェスティバル イン お台場」に1.5Lガソリンエンジンを搭載した「デミオ モータースポーツ コンセプト」を参考出品することを発表。
直列4気筒1.5L「SKYACTIV-G 1.5」を搭載し、6速MT（SKYACTIV-MT）や大型ブレーキを採用する。同年秋に発売を予定、と発表した。
2015年4月23日
特別仕様車「Mid Century（ミッド・センチュリー）」・「Urban Stylish Mode（アーバン・スタイリッシュ・モード）」を発売。
特別仕様車「Mid Century」は、「13S L Package」、「XD Touring L Package」をベースに、センター部分にエンボス加工を施した赤のシートをはじめ、あえて樹脂素材の存在感を強調したインテリアパーツ、赤・白・黒の色使いとした専用インテリア（布）と、高光沢カラー樹脂素材を使用した加飾パネルを採用。併せて、スーパーUVカットガラス（フロントドアガラス）、シートヒーター（運転席・助手席）、CD/DVDプレーヤー＋地上デジタルTVチューナー（フルセグ）を特別装備とした。ボディカラーは専用インテリアの配色に合わせて、「ソウルレッドプレミアムメタリック（特別塗装色）」・「ジェットブラックマイカ」・「スノーフレイクホワイトパールマイカ（特別塗装色）」の3色を設定した。
特別仕様車「Urban Stylish Mode」は、「13S」、「XD」をベースに、ピンクのストライプを用いながらもピアノブラック、オフホワイト、シルバーで引き締めた専用インテリア（布）を採用。併せて、アドバンストキー、フルオートエアコン、CD/DVDプレーヤー＋地上デジタルTVチューナー（フルセグ）、スーパーUVカットガラス（フロントドアガラス）、シートヒーター（運転席・助手席）、自車の側方・後側方から接近する車両を検知する「ブラインド・スポット・モニタリング（BSM）」、後退時に接近する車両を検知して警告する「リア・クロス・トラフィック・アラート（RCTA）」を特別装備とした。また、「13S」にはフロントグリルガーニッシュ（ボディ同色塗装）も装備した。ボディカラーは「スノーフレイクホワイトパールマイカ（特別塗装色）」、「メテオグレーマイカ」、「ジェットブラックマイカ」、「チタニウムフラッシュマイカ」、「スモーキーローズマイカ」の5色を設定した。
併せて、一部仕様変更も行い、これまでディーゼル車のみの設定だった「セーフティパッケージ」（「ブラインド・スポット・モニタリング（BSM）」（「リア・クロス・トラフィック・アラート（RCTA）」機能付）、「ハイ・ビーム・コントロールシステム（HBC）」、「車線逸脱警報システム（LDWS）」を含む）をガソリン車の「13S」と「13S L Package」にも拡大設定した。
2015年9月3日
「助手席回転シート車」を追加。
レバー操作により助手席が55度回転して乗り降りをサポートする「助手席回転シート」を装備する。ガソリン車の「13S」とディーゼル車の「XD」の2グレードを用意。いずれのグレードにも2WD（FF車）・4WD車を設定。トランスミッションは6速AT（SKYACTIV-DRIVE）のみ。
2015年9月24日
モータースポーツのベース車両として最適な装備を備えた新グレード「15MB」を追加。（10月22日発売）
ジムカーナやダートトライアルへの参加などを想定し、エンジンは国内向けでは初設定となる「SKYACTIV-G 1.5」（P5-VPS型）を搭載。吸排気バルブの開閉を最適に制御するデュアルS-VT（シーケンシャル・バルブタイミング）、エンジンオイルの流量を状況に応じて2段階に切り替え、エネルギーロスを低減するオイル潤滑システム、そしてスムーズな排気の流れを実現し、力強いトルクと高い燃焼効率を支える4-2-1排気システムを採用している。最高出力・最大トルクは116PS（85kW）、最大トルクは15.1kgf･m（148N･m）を発生する。使用燃料はプレミアムガソリン指定で、3代目アクセラ搭載版と比較すると、出力で5PS（3kW）、トルクで0.4kgf･m（4N･m）強化されている。トランスミッションはギヤ比を最適化した6速MT「SKYACTIV-MT」のみの設定。また、大径ブレーキも採用している。
装備内容は「13C」に、インテリジェント・ドライブ・マスター（i-DM）のティーチング機能（スコア）、デジタルタコメーター、ステアリング オーディオリモートコントロールスイッチ、15インチ軽量アルミホイールを追加装備したほか、カーテン＆フロントサイドSRSエアバッグや7インチWVGAセンターディスプレイなどの一部装備のオプションを非設定にする一方、16インチアルミホイール、リアシート6:4分割可倒式シートバック、ダークティンテッドガラス（リアドア/リアゲート）、CDプレーヤーをセットにした「ユーティリティパッケージ」や195/55R16 87Vタイヤ&16インチアルミホイール（2015年12月よりメーカーオプションで設定）がメーカーオプション設定される。ボディカラーは「スノーフレイクホワイトパールマイカ（特別塗装色）」、「ジェットブラックマイカ」、「ソウルレッドプレミアムメタリック（特別塗装色）」の3色を設定する。
2015年12月24日
商品改良。同時に特別仕様車「BLACK LEATHER LIMITED」を設定。（1.3Lガソリン車は2016年1月15日、ディーゼル車は2016年1月22日発売）
ディーゼル車は、エンジンのノック音を抑制する「ナチュラル・サウンド・スムーザー」を設定（XD Touring、XD Touring L Packageに採用）し静粛性を向上。また、エンジンのトルク応答を緻密にコントロールする「DE精密過給制御」を行い、軽負荷領域でのアクセル操作に対してのクルマの反応がよりダイレクトになるよう設定した。併せて、電動パワーステアリング制御を改良し、操舵初期の車両コントロール性を向上した。1.3Lガソリン車には、トノカバーとフロントウインドシールド遮音ガラスを採用した。（13S Touring、13S Touring L Packageに追加設定。ディーゼル車は従来より標準設定。）
このほか、また、グレード別にシャークフィンアンテナ、シートヒーター（運転席・助手席）、フラットワイパー（フロント）を採用。また、新グレードとして「13S Touring」を追加。「13S L Package」は「13S Touring L Package」に改称した。
特別仕様車「BLACK LEATHER LIMITED」は「13S Touring L Package」と「XD Touring L Package」をベースに、黒色の本革シートに、グレーのファブリックやシルバーのストライプ・ステッチを配した専用インテリアと、CD/DVDプレーヤー＋地上デジタルTVチューナー（フルセグ）を特別装備した。ボディカラーはベースグレードと共通で10色から選択可能。
2016年10月14日
商品改良。同時に特別仕様車「Tailored Brown」を設定。（11月17日発売）
ドライバーのハンドル操作に応じてエンジンの駆動トルクを緻密に変化させることで、横方向と前後方向の加速度を統合的にコントロールする技術「G-Vectoring Control（G-ベクタリング コントロール）」を全車に標準装備。電動パワーステアリングや、フロントとリアのダンパーやブッシュなど、足回りの部品の特性を見直しを実施。また、ディーゼル車は、燃料噴射タイミングを0.1ミリ秒単位で制御することで、ノック音の発生そのものを抑制する「ナチュラル・サウンド・周波数コントロール」を標準装備した。
「アクティブ・ドライビング・ディスプレイ」を改良し、上部に走行環境情報、下部に車両情報を集約・区分するとともに、フルカラー・高輝度・高精細・高コントラスト化（「13S Touring」、「13S Touring L Package」、「XD Touring」、「XD Touring L Package」に標準装備）。併せて、メーター表示の字体の見直し、高コントラスト化することにより、読みやすさと質感を向上。また、ステアリングホイールはデザインを一新している。
安全装備では、従来まで設定されていたハイ・ビーム・コントロールシステム（HBC）に替わり、「アダプティブ・LED・ヘッドライト（ALH）」を新設定。ブラインド・スポット・モニタリングシステム（BSM）、車線逸脱警報システム（LDWS）を含むメーカーセットオプション「セーフティパッケージ」として「13C」、「13S」のオーディオレス車、「XD」のオーディオレス車、「15MB」以外の機種に設定。スマート・ブレーキ・サポート（SBS）、マツダ・レーダー・クルーズ・コントロール（MRCC）、スマート・シティ・ブレーキ・サポート[後退時]（SCBS R）、リアパーキングセンサー（センター/コーナー）、ドライバー・アテンション・アラート（DAA）を含むメーカーセットオプション「セーフティクルーズパッケージ」を「13S Touring」、「13S Touring L Package」、「XD Touring」、「XD Touring L Package」に設定。
ボディカラーは、「メテオグレーマイカ」を「マシーングレープレミアムメタリック（特別塗装色）」に、「ブルーリフレックスマイカ」を「エターナルブルーマイカ」に、「アルミニウムメタリック」を「ソニックシルバーメタリック」に変更。また、「スモーキーローズマイカ」に替わり、新色「ディープクリムゾンマイカ」を追加し全11色を設定した。
エクステリアは、フロントグリルガーニッシュを「13S Touring」、「13S Touring L Package」はピアノブラック塗装に、「XD」系はグレーメタリック塗装にそれぞれ変更。クロームメッキベゼル加飾を施したLEDフロントフォグランプを「XD Touring」、「XD Touring L Package」に標準装備。他のグレードではショップオプションで選択可能とした。
インテリアは、「13S Touring L Package」、「XD Touring L Package」に設定されている白革内装をオフホワイトからピュアホワイトに変更するとともに、各所に赤と、サテンクロームとピアノブラックを組み合わせた加飾を施した。併せて、ブラックにディープレッドのアクセントを加え、シート座面にセーレンのスエード調人工皮革「グランリュクス」素材を採用した黒革内装を新設定した。「13S Touring」、「XD Touring」はモノトーンの黒布内装を採用。「13S」、「XD」はインテリア全体をブラックで統一し、インパネ・コンソール・ドアに千鳥格子パターンのグロスブラックのデコレーションパネルを採用した。
特別仕様車「Tailored Brown」は「13S Touring」、「XD Touring」がベース車。ライトブラウン＆ブラックを基本に各所にオレンジのアクセントを加えたインテリアコーディネーションと、キルティング加工を施した「グランリュクス」素材のシートを採用。また、アルミホイールに高輝度ダーク塗装を施した。ボディカラーは「ダイナミックブルーマイカ」を除く9色を設定。
2017年4月20日
商品改良。同日発売。（「13C」及びオーディオレス車は6月以降、「15MB」は7月以降生産開始と発表）
「i-ACTIVSENSE」技術のうち、従来はグレード別設定やセットオプション設定になっていた「スマート・シティ・ブレーキ・サポート[前進時]（SCBS F）」、AT誤発進抑制制御[前進時]（AT車のみ）、「ブラインド・スポット・モニタリング（BSM）」、「リア・クロス・トラフィック・アラート（RCTA）」の4点を全グレードに標準装備した。なお、2016年11月発売の特別仕様車「Tailored Brown」も同様の改良を行い、継続販売。
2017年11月9日
商品改良。同時に特別仕様車「Noble Crimson（ノーブル クリムゾン）」を設定。（12月7日発売）
「スマート・シティ・ブレーキ・サポート[前進時]（SCBS F）」に替わり、車両だけでなく歩行者も検知する「アドバンスド・スマート・シティ・ブレーキ・サポート（アドバンスドSCBS）」を全機種に標準装備。また、従来は一部グレードにオプション設定されていた車線逸脱警報システム（LDWS）と「ハイビーム・コントロール・システム（HBC）」「スマート・シティ・ブレーキ・サポート[後退時]（SCBS R）」、リアパーキングセンサー（センサー/コーナー）も全車に標準装備された。さらに、全グレードのAT車にはAT誤発進抑制制御[後退時]、「13S」・「XD」の「Touring」と「Touring L Package」には交通標識認識システム（TSR）と「ドライバー・アテンション・アラート（DAA）」もそれぞれ標準装備された。また、「13C」と「15MB」を除く全車には360°ビュー・モニターとフロントパーキングセンサー（センサー/コーナー）を新たにメーカーオプション設定とした。
ボディカラーは「ソウルレッドプレミアムメタリック（特別塗装色）」に替わり、「ソウルレッドクリスタルメタリック（特別塗装色）」を新設定した（「13C」を除く）。
特別仕様車「Noble Crimson」は、「13S Touring」、「XD Touring」のSKYACTIV-DRIVE（6EC-AT）車がベース車。ホワイト内装とレッドシートファブリックで構成された専用インテリアコーディネーションを採用したほか、エアコンルーバーをレッドメタリックに変更した。また、高輝度塗装アルミホイール（ガソリン車：15インチ、ディーゼル車：16インチ）や、CD/DVDプレイヤー＋地上デジタルTVチューナー（フルセグ）が特別装備された。ボディカラーには専用色の「セラミックメタリック」を設定するほか、「スノーフレイクホワイトパールマイカ（特別塗装色）」、「マシーングレープレミアムメタリック（特別塗装色）」、「ジェットブラックマイカ」、「ソウルレッドクリスタルメタリック（特別塗装色）」、「ディープクリムゾンマイカ」の6色が設定されている。なお、 特別仕様車「Tailored Brown」も、ベース車と同様の改良を受け、継続販売される。
2018年8月30日
商品改良。同時に特別仕様車「Mist Maroon（ミスト・マルーン）」を発売。
ガソリンエンジンを、1.3Lの「SKYACTIV-G 1.3」（P3-VPS型）型から、1.5Lの「SKYACTIV-G 1.5」（P5-VPS型）に換装した。P5-VPS型は、海外市場向け「Mazda 2」の現行モデル発売時より搭載されているほか、日本市場では競技ユース主体の「15MB」専用として設定されていたエンジンである。マツダの発表では、1.5Lエンジンの採用によりエンジン効率の良い領域を有効に使用できることから、アクセルの踏み込みやシフトダウンの頻度が減少し、実用領域における燃費の向上にも貢献する、としている。従来まで搭載していた1.3Lエンジンに対し、最高出力は13kW（18PS）向上し81kW（110PS）に、最大トルクは20N･m（2.1kgf･m）アップの141N･m（14.4kgf･m）を発生。プレミアムガソリン指定の「15MB」用に対し、レギュラーガソリン対応に変更するとともに、最高出力/最大トルクともに控えめな数値としている。また、WLTCモードの認可を取得し、「平成30年排出ガス基準75%低減レベル」認定となった。
エンジン換装に伴い、各グレード名称を変更。従来の「13C」、「13S」、「13S Touring」、「13S Touring L Package」、「15S Noble Crimson（特別仕様車）」は、それぞれ「15C」、「15S」、「15S Touring」、「15S Touring L Package」、「15S Noble Crimson（特別仕様車）」に改称された。
装備面では、フロントウインドウに、紫外線および赤外線を遮断する「スーパーUVカットガラス・IRカットガラス」を採用（15S/XD Touring、15S/XD Touring L Package、15S/XD Noble Crimsonに標準装備。15S、XDにメーカーセットオプション）
特別仕様車「Mist Maroon」は、「15S Touring」、「XD Touring」のSKYACTIV-DRIVE（6EC-AT）車をベースとし、シートとインパネデコレーションパネル、ドアトリムにグランリュクス（スエード調人工皮革）を、また、シートにはキルティングを採用。内装色はディープレッドをメインに、ブルーグレーステッチを各所に施した。また、ステアリングヒーターを特別装備とした。エクステリアでは、高輝度ダーク塗装アルミホイール（ガソリン車：15インチ、ディーゼル車：16インチ）を装備。また、フロントLEDフォグランプ（ピアノブラック＆クロームメッキベゼル加飾）を特別装備とした（XD Mist Maroonのみ）。ボディカラーは「ダイナミックブルーマイカ」が未設定となる以外はベース車両と共通で、全9色を設定した。
2019年4月24日
日本国外向け「Mazda 2」セダンをベースにした「マツダ教習車」を発表（5月27日発売）。
2019年7月18日
一部改良を行い、同時に日本国内向けの車名も「MAZDA2」とすることを発表（9月12日発売）。
エクステリアデザインやインテリアに上質感を与え、シートやサスペンションシステム等にMAZDA3などの新世代商品で採用している「SKYACTIV-VEHICLE ARCHITECTURE」の考え方を導入して、車との一体感を強調。セーフティーパッケージに含まれていた「マツダ・レーダー・クルーズ・コントロール（MRCC）」について全車速追従機能付とするなど安全サポート機能も向上させた。
なお、「デミオ」の車名としての生産は6月末で終了しており、以後在庫のみの販売となっている。

## モータースポーツ
2012年よりガソリンエンジン車でスーパー耐久・ST-5クラスへの参戦を開始。2015年からはSKYACTIV-D仕様も投入され、ST-5クラスでは2021年現在TEAM NOPROとHM Racersの2チームが参戦している。2020年にはTEAM NOPROが富士24時間レースでクラス優勝するなど、SKYACTIV-Dの燃費の良さを活かし、他車と互角の戦いを行っている。2021年11月には、ユーグレナが開発したバイオディーゼル燃料を使用した車両が新たにST-Qクラスに参戦することが発表された。
なおスーパー耐久では、「MAZDA2」へのリブランド後も、2021年現在「デミオ」の車名での参戦が継続されている（HM Racersのみ「デミオマツダ2」と併記）。

## 車名の由来
スペイン語で「私の（もの）」を意味する「de Mio」デミオ（英語では「of mine」に相当）から取られた造語である。「自分流の工夫をして楽しむ車」という気持ちをこめて命名された。